# Cagliari Calcio
Il Cagliari Calcio (AFI: /ˈkaʎʎari ˈkalʧo/), meglio noto come Cagliari, è una società calcistica italiana della città di Cagliari. Milita in Serie A, la massima divisione del campionato italiano.
Fondata nel 1920, è l'unica squadra della Sardegna ad aver militato nelle prime due divisioni del calcio italiano. I colori sociali sono il rosso e il blu, da cui l'appellativo di Rossoblù che affianca quello di Casteddu, toponimo in lingua sarda del capoluogo isolano.
Ha vinto – prima squadra del Mezzogiorno – il campionato italiano di Serie A nella stagione 1969-1970, dopo aver raggiunto la seconda posizione nell'edizione 1968-1969. Annovera inoltre un campionato italiano di Serie B (2015-2016) e un campionato italiano di Serie C (1951-1952); quella sarda è così, insieme a Genoa, Bologna, Napoli e Verona, tra le sole squadre italiane ad aver vinto i campionati nazionali di prima, seconda e terza serie. Ha raggiunto un secondo posto in Coppa Italia (1968-1969) e ha vinto una Coppa Italia Serie C nella stagione 1988-1989. In campo europeo ha raggiunto gli ottavi di finale della Coppa dei Campioni nell'edizione 1970-1971 ed è stato semifinalista di Coppa UEFA nell'annata 1993-1994.
Il Cagliari è al 16º posto su 66 squadre nella classifica della tradizione sportiva dei club che hanno giocato in A, al 14º posto nella classifica perpetua e risulta inoltre la 8ª squadra d'Italia per numero di sostenitori. Il giocatore-simbolo del club, Gigi Riva, è stato per tre volte capocannoniere della Serie A ed è tuttora il miglior marcatore della nazionale italiana.

## Storia

### Origini (1902-1939)

Una delle prime formazioni del Cagliari nel 1920.

La fase embrionale delle vicissitudini che portarono alla nascita del Cagliari iniziò a svilupparsi a partire dal 1902, anno in cui si giocò il primo match ufficiale tra un gruppo di studenti cagliaritani e una squadra di marinai genovesi, disputatosi a Piazza d'Armi e vinta dai liguri in virtù della loro maggior familiarità con tale disciplina sportiva. Otto anni più tardi una compagine isolana, la Società Ginnastica Amsicora, si recò a Torino per partecipare ad un torneo contro le più esperte squadre del continente, riuscendo a rimediare soltanto pesanti sconfitte, ma si trattò comunque di un'esperienza destinata a gettare le basi per la creazione di una società calcistica cagliaritana.
Il 30 maggio 1920 il chirurgo Gaetano Fichera fondò il "Cagliari Football Club": la prima gara della storia del sodalizio cagliaritano è datata l'8 settembre dello stesso anno, quando sul campo Stallaggio Meloni i cagliaritani affrontano e sconfiggono la Torres. Il neonato club successivamente prende parte al "Torneo Sardo" disputato contro la Torres, l'Ilva Maddalena e l'Eleonora d'Arborea. Il Cagliari, sotto la guida dell'allenatore-giocatore Giorgio Mereu, si impone vittoriosamente sulle altre compagini. Mereu, di professione avvocato, diventa successivamente il nuovo presidente del Cagliari succedendo a Fichera. Nel 1926 il Cagliari indossa per la prima volta la divisa con i colori rosso e blu. Nella seconda metà degli anni 1920, dopo una lunga crisi finanziaria, la società viene riorganizzata dall'allora podestà della città Vittorio Tredici e dall'avvocato Carlo Costa Marras: viene deciso di utilizzare calciatori non isolani (militari e non), provenienti dal resto d'Italia. Nel 1925 la squadra cambia impianto e si trasferisce al Campo di via Pola. Nel 1928 la guida della squadra viene affidata all'allenatore ungherese Róbert Winkler, il quale si disimpegna anche come portiere o centrocampista.

La formazione rossoblù nel campionato 1930-1931

Fino al 1928, a parte la partecipazione alla Coppa Italia 1926-1927 (edizione peraltro interrotta per mancanza di date disponibili), la società prende parte solo a competizioni a carattere regionale. Nella stagione 1928-1929 si iscrive per la prima volta a una divisione interregionale, il Campionato Meridionale (anche noto come "Prima Divisione Sud"), nel girone laziale-umbro. La squadra raggiunge le finali per la promozione in Divisione Nazionale B, ma perde contro Lecce, Palermo e Foggia. Dopo il 5º posto del 1930, arriva Ernő Erbstein, altro allenatore ungherese ma di stanza nella penisola già da diversi anni, e con lui in panchina il Cagliari vince il girone F di Prima Divisione accedendo così alla finale centromeridionale contro la Salernitana (che aveva chiuso in vetta il girone E): ottenendo una vittoria e un pari nei due confronti con la squadra campana conquista la prima storica promozione in Serie B.
A causa, però, della mancanza di risorse finanziarie, la società è obbligata a cedere i suoi pezzi migliori, tra cui proprio Erbstein. La squadra, conseguentemente, ottiene due salvezze sofferte nei primi due anni mentre nella stagione 1933-1934 termina il campionato in zona retrocessione, ma viene ripescata per allargamento dei quadri. L'anno successivo è eletto presidente Aldo Pacca, ma la società, retrocessa in Serie C al termine della stagione 1934-1935, rinuncia alla disputa del campionato di terza serie successivo alla vigilia della prima giornata e si scioglie a causa dei molti debiti. Dalle sue ceneri nasce l'"Unione Sportiva Cagliari", che raccoglie l'eredità sportiva della vecchia società, ripartendo dal Campionato Regionale Sardo. Nel 1937 il club si iscrive al campionato di Serie C, salvandosi a stento dalla retrocessione. Nel 1938, l'allora presidente Mario Benditelli richiama alla guida della squadra Winkler, portando i rossoblù al quinto posto. Nel 1939-1940, dopo il secondo addio di Winkler, la squadra si piazza al sesto posto grazie al centrocampista Mariolino Congiu, che svolge il ruolo di giocatore-allenatore.
In seguito all'entrata dell'Italia nella seconda guerra mondiale (10 giugno 1940) la FIGC esonera le squadre sarde (segnatamente Cagliari e GIL Terranova) dalla disputa dei campionati nazionali a causa della difficoltà negli spostamenti tra la Sardegna e la penisola per via del conflitto in corso. L'attività prosegue con tornei a carattere regionale, nel frattempo Banditelli abbandona la società.

### Il dopoguerra e la prima promozione in A (1945-1963)
I rossoblù ripresero a giocare nel 1945 nel campionato regionale di Prima Divisione, in quanto la Sardegna, per difficoltà logistiche ed economiche, era ancora tagliata fuori dalla piramide calcistica italiana. I rossoblù vinsero quel campionato piazzandosi davanti all'Associazione Calcio Sardegna e alla fine della stagione le due società cagliaritane si fusero in un unico sodalizio, che comunque mantenne la denominazione Unione Sportiva Cagliari. Nella stagione successiva invece si piazza solo al terzo posto ma, con il reintegro delle squadre sarde nei campionati nazionali, viene promosso d'ufficio in Serie B, nel frattempo allargata a tre gironi, più per ragioni politiche che sportive.
Nel 1947 ritorna quindi in Serie B, terminando però il campionato all'ultimo posto. La squadra s'iscrive alla Serie C e viene acquistata da Domenico Loi, che avvia un progetto di rinascita. Nella stagione 1951-1952, grazie ai gol di Livio Gennari, Roberto Serone e Erminio Bercarich, il Cagliari vince il Campionato di Serie C e riesce a ottenere la promozione in Serie B dopo aver disputato gli spareggi con le finaliste degli altri gironi: Piacenza, Antonio Toma Maglie e Vigevano; in quello stesso anno i sardi abbandonano il vecchio campo di via Pola, ritenuto inadeguato, e si trasferiscono nel nuovo stadio Amsicora.

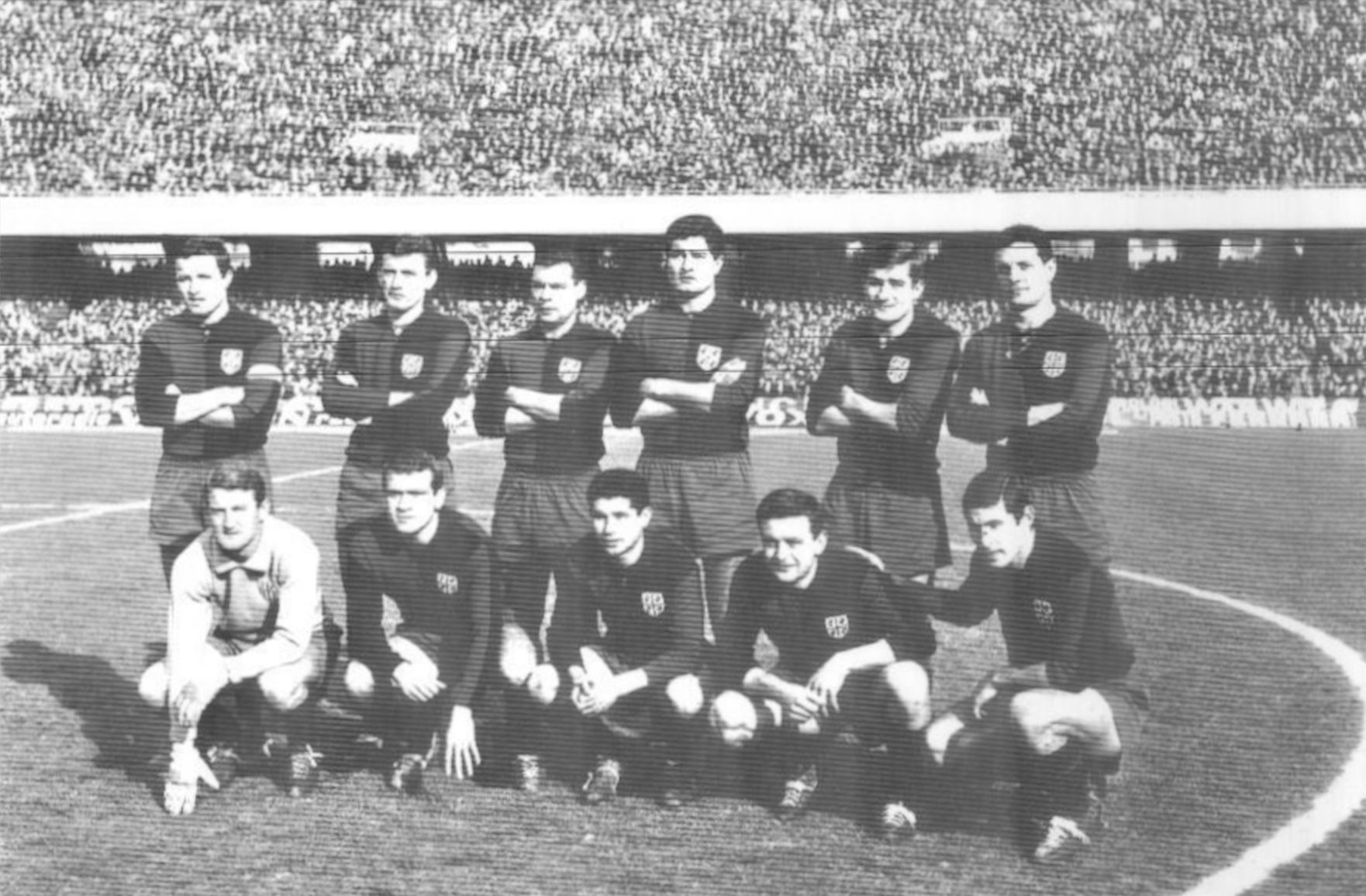
Il Cagliari artefice della prima promozione in Serie A nella stagione 1963-1964.

Nel primo anno in Serie B la squadra si qualifica sesta, non rendendo pienamente giustizia alle proprie possibilità. L'anno successivo i rossoblù, finendo secondi in campionato, disputano gli spareggi per la promozione in A perdendo per 2-0 contro la Pro Patria. La metà degli anni 1950 sono caratterizzati da una girandola di presidenti e allenatori, tra questi spicca Silvio Piola. In quel periodo il Cagliari si piazza spesso a ridosso della zona promozione. Nel 1960 il Cagliari retrocede in Serie C, l'anno successivo la squadra sotto la guida dell'allenatore Rigotti sfiora con il secondo posto la riconquista della Serie B, che arriva nella stagione successiva, che, grazie all'arrivo in panchina di Arturo Silvestri, si classifica primo davanti all'Anconitana.
Nella prima stagione di nuovo tra i cadetti, i sardi terminano il campionato all'undicesimo posto. L'anno successivo la società sarda aggiunge alcuni importanti tasselli, tra i quali il futuro campione Gigi Riva. Grazie a una squadra rafforzata, il Cagliari riesce a conquistare per la prima volta la promozione in Serie A, classificandosi secondo, dietro il Varese.

### La Serie A e la conquista dello scudetto (1964-1976)

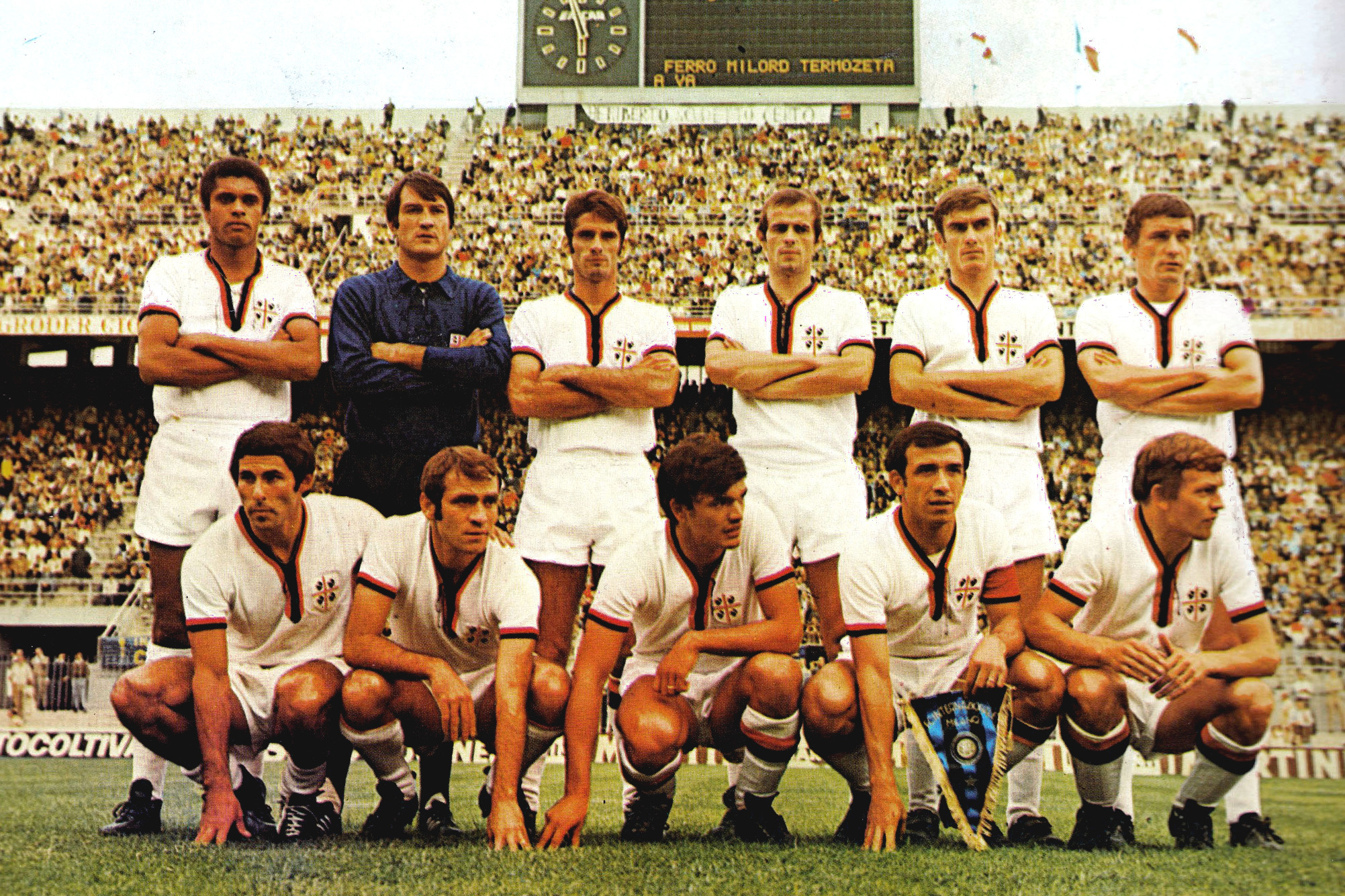
Il Cagliari campione d'Italia nella stagione 1969-1970.

Nel 1964-1965 il Cagliari disputa il suo primo campionato di Serie A, rimontando nel girone di ritorno e arrivando alla fine sesto in classifica con 34 punti. Nel 1965-1966, l'ultima dell'allenatore Silvestri, il Cagliari arriva undicesimo mentre nel campionato seguente i rossoblù, sotto la guida di Manlio Scopigno, finiscono sesti a quota 40 punti. I costi della Serie A diventano sempre più insostenibili per la squadra e così, necessitato a dover far quadrare i bilanci, il presidente Enrico Rocca mette in vendita Riva, tuttavia la contrarietà della tifoseria porta Rocca a trasformare il Cagliari in una S.p.a.
Le imprese Sir di Porto Torres, Cartiera di Arbatax, Tessili Beretta di Villacidro, Petrolchimica Macchiareddu di Assemini e Saras di Moratti si impegnano a versare un contributo annuale per la gestione economica della società. Nel 1967-1968, con Ettore Puricelli la squadra si piazza nona, ma è con il ritorno di Scopigno che il Cagliari nella stagione 1968-1969 lotta per lo Scudetto insieme a Fiorentina e Milan piazzandosi al secondo posto proprio dietro la squadra viola guidata da Bruno Pesaola. In quello stesso anno la squadra sarda arrivò fino in fondo anche in Coppa Italia, sfiorandone la vittoria, piazzandosi seconda nel girone finale alle spalle della Roma vincitrice dell'edizione.

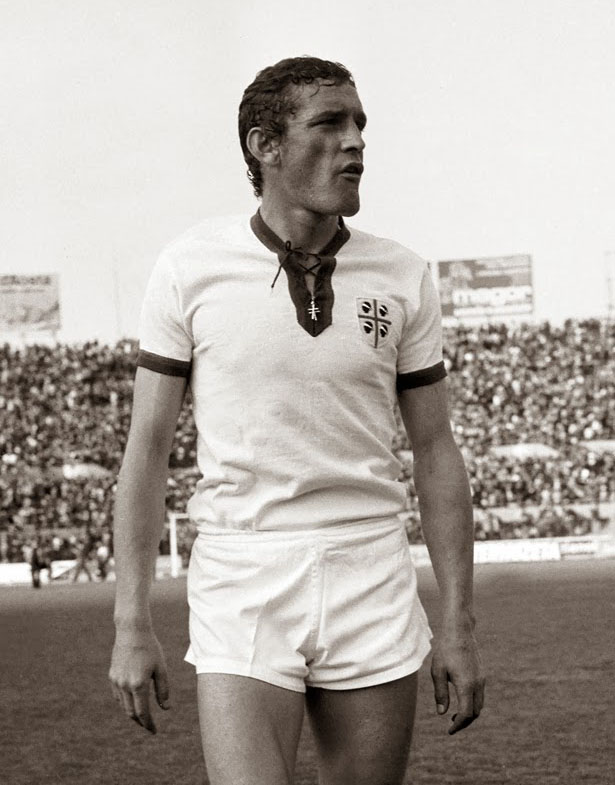
Gigi Riva

Nella stagione 1969-1970 il Cagliari, sotto la guida di Scopigno, vince il suo primo e tuttora unico titolo nazionale.
I sardi balzano al primo posto nella sesta giornata di campionato grazie alla vittoria sui campioni d'Italia a Firenze per 1-0, rimanendo in testa fino alla fine del torneo, benché incalzati dalla Juventus. Il 12 aprile 1970, mentre la Juventus è sconfitta in casa della Lazio, il Cagliari batte il Bari per 2-0 all'Amsicora, acquisendo la certezza matematica del tricolore con due giornate di anticipo. Mentre in Coppa Italia non riuscì l'impresa ai neocampioni d'Italia, che si posizionarono terzi alle spalle del Bologna, vincitrice del torneo, e del Torino, secondo. Nella Coppa delle Fiere, il cammino del Cagliari è meno fortunato, infatti i rossoblù vengono eliminati nei sedicesimi di finale dai tedesco-orientali del Carl Zeiss Jena.
Il campionato 1970-1971 inizia nello stesso modo del precedente. Il Cagliari, grazie alle vittorie all'Olimpico sulla Lazio per 4-2 e a San Siro sull'Inter per 3-1, dopo quattro giornate è già in testa alla classifica, ma l'infortunio riportato da Riva durante Austria-Italia 1-2 del 31 ottobre 1970 condiziona negativamente la stagione dei campioni d'Italia. I rossoblù terminano il torneo al 7º posto e anche l'avventura in Coppa dei Campioni è compromessa dall'assenza di "rombo di tuono": il club sardo, dopo aver superato al primo turno i francesi del Saint-Étienne, viene eliminato agli ottavi di finale dall'Atlético Madrid perdendo 3-0 la gara di ritorno al Vicente Calderón, dopo la vittoria per 2-1 dell'andata, con Riva ancora in campo e a segno, insieme a Gori.

Robert Herbin e uno scudettato Pierluigi Cera prima della sfida tra Cagliari e (3-0) del 19 settembre 1970, storico esordio dei rossoblù in Coppa dei Campioni.

Nel 1971-1972 il Cagliari, trascinato dalle 21 reti di Riva, chiude il campionato al quarto posto, a quattro lunghezze dalla Juventus campione d'Italia; il piazzamento consente l'accesso alla Coppa UEFA 1972-1973. A fine stagione Scopigno non è confermato e al suo posto viene chiamato Edmondo Fabbri, ex commissario tecnico della Nazionale ai mondiali di Inghilterra del 1966, dove Riva era stato portato da "turista". La stagione inizia subito male, i rossoblù vengono subito eliminati al primo turno dall'Olympiakos dalla Coppa UEFA, mentre in campionato la squadra non riesce più a ripetere le prestazioni degli anni precedenti, rimanendo lontana dalla zona scudetto e terminando il campionato all'ottavo posto.
Negli anni successivi, sulla panchina del Cagliari si alternano con esiti non sempre positivi molti allenatori, fra i quali Giuseppe Chiappella, Luigi Radice e Luis Suárez. L'irreversibile decadenza dei sardi culmina con la retrocessione in Serie B nel campionato 1975-1976, nel corso del quale si aggiunge a metà stagione un grave infortunio a Riva, il che si traduce nel suo definitivo ritiro dal calcio giocato.

### Declino e rinascita (1976-2000)
Nel 1976-1977, sotto la guida di Lauro Toneatto, il Cagliari si piazza al secondo posto dietro il Vicenza di Paolo Rossi a pari merito con Atalanta e Pescara ma perde gli spareggi promozione disputati a Genova (Atalanta-Cagliari 2-1) e Terni (Pescara-Cagliari 0-0). Fu decisivo per le sorti dei quattromori un episodio che accadde durante un Cagliari-Lecce del marzo 1977 allorquando il calciatore salentino Cannito venne colpito al volto da un'arancia lanciata dagli spalti; la conseguente sconfitta a tavolino dei sardi impedì di fatto di raggiungere la promozione diretta in A; la partita poi si concluse con un 1-0 per il Cagliari e quei due punti "sottratti" risultarono decisivi, costringendo la compagine del presidente Mariano Delogu agli spareggi. In quel Cagliari si mise in luce un giovane Pietro Paolo Virdis, appena diciannovenne che mise a segno ben 18 reti. I sardi, guidati in panchina da Mario Tiddia, tornano nel massimo campionato due anni dopo nel 1979, insieme a Udinese e Pescara.

Formazione del Cagliari della stagione 1980-81

Il Cagliari resta altri quattro anni in A giocando un calcio piacevole con un attacco formato dal trio Virdis, Piras e Selvaggi, sempre con Tiddia in panchina, ottenendo un settimo posto nel 1979-1980 e un sesto posto nel 1980-1981 e due tornei coincidenti con la gestione societaria di Alvaro Amarugi, culminati con la retrocessione del 1983 dove totalizzò 26 punti e si vide superare dall'Ascoli nello scontro diretto dell'ultima giornata: fu la prima volta che nei campionati a 16 squadre non furono sufficienti 26 punti per evitare la Serie B.
Dopo un'anonima stagione fra i cadetti, nel 1984 la società è rilevata dall'imprenditore edile Fausto Moi, ma i risultati sportivi sono deludenti: nel 1984-1985 la compagine, dopo un inizio disastroso, retrocede in Serie C1 salvo poi salvarsi a causa del declassamento all'ultimo posto del Padova per illecito sportivo; nel 1985-1986 il parco giocatori è profondamente rinnovato allo scopo di tentare il ritorno in Serie A, tuttavia la stagione è ancora deludente, con la squadra che riesce a salvarsi solo all'ultima giornata; nel 1986-1987, infine, dopo essere riuscita a iscriversi in extremis, la società viene penalizzata di 5 punti per il suo coinvolgimento nel Totonero-bis, un handicap che i sardi non riescono a colmare, finendo col retrocedere in C1. Mentre in campionato le cose andavano male, la squadra riuscì a raggiungere le semifinali di Coppa Italia, venendo sconfitta dal Napoli di Maradona.

Il Cagliari della stagione 1988-89, vincitore della Coppa Italia di Serie C.

Il club sardo, appena acquistato dai fratelli Orrù, trascorse in Serie C1 due stagioni, la prima delle quali lo vede, ricostruito per via del rischio incombente di fallimento, evitare per un punto la retrocessione in Serie C2 sotto la conduzione del rientrante Mario Tiddia (subentrato a campionato in corso a Enzo Robotti).
Nel 1988-1989, con l'arrivo del tecnico Claudio Ranieri e del general manager Carmine Longo, la squadra viene ringiovanita, riuscendo a conquistare il ritorno nella serie cadetta vincendo il proprio girone e classificandosi prima con 45 punti; in quello stesso anno i sardi completano la stagione vincendo la Coppa Italia di Serie C, battendo nella doppia finale la SPAL 3-0 all'andata e 2-1 al ritorno.
Nel campionato 1989-1990 il Cagliari, ancora imperniato su svariati giovani emergenti, con 47 punti riesce a ripetersi, ottenendo la doppia promozione e approdando di nuovo in Serie A dalla quale era assente da 7 anni.

Luís Oliveira

Al ritorno nella massima serie seguono due campionati conclusi con altrettante salvezze, potendo contare tra le sue file su calciatori di talento come l'uruguaiano Enzo Francescoli (appena qualche anno prima considerato il miglior giocatore sudamericano dell'anno) e il sardo Gianfranco Matteoli, oltreché di Daniel Fonseca.
Nel 1992-1993 il Cagliari viene acquistato da una cordata composta da Corrado Ferlaino con quote del 50% e con le restanti quote agli altri soci Franco Ambrosio e Massimo Cellino, quest'ultimo divenuto presidente. La società con Ambrosio e Cellino venne messa in piedi per evitare la cessione dell'attaccante uruguaiano del club sardo Daniel Fonseca alla Juventus, che in quell'anno passava al Napoli. L'esperienza di comproprietario del Cagliari, si concluderà dopo appena un anno, nel 1993, a causa di problemi giudiziari che riguardarono Ferlaino e Ambrosio. col passaggio della maggioranza delle quote a Cellino.
Il Cagliari del presidente Massimo Cellino e allenato da Carlo Mazzone e con Luís Oliveira in attacco si piazza sesto in campionato con 37 punti e riesce a qualificarsi alla Coppa UEFA, L'anno successivo i sardi arrivano fino alla semifinale della competizione europea affrontando l'Inter, con la quale i rossoblù vincono in casa per 3-2 e perdono nella gara di ritorno a Milano per 3-0, venendo eliminati. In campionato i sardi si piazzano dodicesimi, precedendo di un punto in classifica proprio l'Inter.

Il Cagliari della stagione 1993-94, semifinalista di Coppa UEFA.

Nel 1994-1995 i rossoblù, sotto la guida di Óscar Tabárez, giungono noni, mancando per tre punti una nuova qualificazione alle coppe europee. Nel 1996-1997 il Cagliari retrocede in Serie B dopo aver perso lo spareggio con il Piacenza (1-3). L'anno successivo, i sardi con Gian Piero Ventura allenatore ritornano in Serie A ottenendo nel 1998-1999 una tranquilla salvezza esprimendo un calcio piacevole e divertente; l'anno successivo al termine del campionato 1999-2000 la squadra retrocede ancora una volta in Serie B sotto la guida di Renzo Ulivieri.

### Terzo millennio (2000-oggi)
Il Cagliari trascorre le successive tre stagioni nel campionato cadetto, senza riuscire a ottenere la promozione nella massima serie. Solo al quarto anno, nel 2003-2004, sotto la guida tecnica di Edoardo Reja, con Gianfranco Zola in campo e con in squadra giocatori come David Suazo, Mauro Esposito, l'esuberante Antonio Langella e con il ritorno del sardo Gianluca Festa, i rossoblù vengono promossi in Serie A, disputando un campionato con 24 squadre, il più lungo della storia della Serie B, e arrivando secondi in classifica, a pari punti con il Palermo che si classificherà primo per miglior differenza reti. Nella stagione successiva il Cagliari, con in panchina il debuttante Daniele Arrigoni e trascinata dal fantasista di Oliena, gioca un campionato dai due volti, fortissimo in casa e fragile in trasferta, rimanendo a lunghi tratti nella parte alta della classifica salvo poi crollare alla fine; la squadra rossoblù chiuderà al 12º posto e raggiungerà per la terza volta nella sua storia la semifinale di Coppa Italia. Nelle stagioni successive la società sarda riesce a mantenersi nella prima divisione nazionale raggiungendo salvezze tranquille, a parte qualche eccezione come nella stagione 2008-2009 con in panchina Massimiliano Allegri e in rosa giocatori come Daniele Conti, Andrea Cossu e Jeda, la squadra sfiora la qualificazione in Europa League classificandosi al nono posto.

Gianfranco Zola

Il 10 giugno 2014, dopo ventidue anni di presidenza, Cellino cede la totalità delle azioni del club alla Fluorsid Group dell'imprenditore milanese Tommaso Giulini, il quale diventa il nuovo proprietario della squadra. Il presidente Giulini affida la panchina del Cagliari all'allenatore boemo Zdeněk Zeman. La rosa viene stravolta e ringiovanita in base alle scelte del neo allenatore. Purtroppo la stagione si rivela fallimentare, il tecnico boemo viene esonerato a metà campionato e al suo posto viene chiamato Zola, per poi essere richiamato dopo solo sei giornate. Il 17 maggio 2015, dopo la sconfitta casalinga 0-1 contro il Palermo, il Cagliari retrocede matematicamente in Serie B dopo aver disputato undici campionati consecutivi in Serie A. Al termine della stagione lasceranno i colori rossoblù il capitano Conti che lascerà il calcio giocato e il fantasista cagliaritano Cossu che passa all'Olbia.

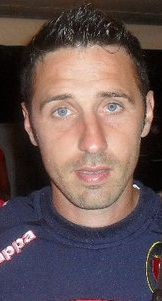
Andrea Cossu

L'obiettivo della stagione 2015-2016 è la pronta risalita in Serie A, la fascia da capitano viene ereditata da Daniele Dessena; il Cagliari, sotto la guida dell'allenatore Massimo Rastelli, vince il suo primo campionato di Serie B ritornando dopo un anno di assenza in massima categoria. A partire dalla nuova militanza in Serie A, nell'estate 2016 la rosa si arricchisce di nuovi nomi, tra i quali figurano il campione d'Europa Bruno Alves, Marco Borriello e Artur Ioniță. Dopo un buon girone di andata, con ottime prestazioni soprattutto in casa, nonostante un calo nella tornata conclusiva i sardi ottengono anticipatamente e senza patemi la matematica salvezza piazzandosi all'undicesimo posto finale, migliore risultato dell'era Giulini.
La società per la stagione 2017-2018 si prefigge di migliorare il piazzamento della passata stagione ma con grande sorpresa negli ultimi giorni di calcio mercato si assiste all'addio al Cagliari di Marco Borriello, rimpiazzato subito dall'attaccante Pavoletti, prelevato dal Napoli e rientra in squadra Cossu dopo un'esperienza di due anni all'Olbia. L'inizio della stagione non è dei migliori; già all'ottava giornata, dopo una serie di uscite negative, l'allenatore Massimo Rastelli viene esonerato e al suo posto subentra l'uruguaiano Diego Luis López. Le prestazioni però non cambiano; la squadra viene eliminata dalla Coppa Italia dal Pordenone, mentre in campionato i risultati sono altalenanti. Il Cagliari riesce a ottenere la salvezza solo all'ultima giornata, grazie alla vittoria contro l'Atalanta e, nella precedente partita, contro la Fiorentina entrambe in lotta per posizioni importanti . La stagione successiva, sotto la guida di Rolando Maran, termina con il 15º posto in Serie A e l'eliminazione dei sardi agli ottavi di finale della Coppa Italia. Nella stagione 2019-2020 (anno del centenario della fondazione della squadra), sempre sotto la guida dell'allenatore trentino, si assiste ad un'incredibile prima parte di stagione della squadra sarda, che termina il girone d'andata di Serie A al 6º posto, con 13 risultati utili consecutivi, ma nel girone di ritorno il Cagliari si ritrova senza vittorie per 11 partite di fila; di conseguenza, vi è l'esonero di Rolando Maran e l'ingaggio come allenatore di Walter Zenga. I risultati comunque non migliorano di molto e, sebbene il Cagliari raggiunga una tranquilla salvezza, terminando il campionato al 14º posto, il presidente Giulini si dichiara deluso dei risultati, visto le ambizioni europee della società.
Con la fine del campionato Zenga non viene riconfermato per la prossima stagione, che inizierà, invece, sotto la guida di Eusebio Di Francesco, a cui viene offerto un contratto biennale. Nonostante il Cagliari costruisca una buona squadra, nemmeno il tecnico abruzzese riesce però a far fare alla squadra il salto di qualità e al termine del girone di andata del campionato i sardi si ritrovano quartultimi in classifica con soli 14 punti e il rischio concreto di retrocedere. Dopo una serie di 16 partite senza vittoria Di Francesco viene esonerato e gli subentra Leonardo Semplici, che riesce ad ottenere un'insperata salvezza alla penultima giornata. Dopo un inizio di stagione negativo, il 14 settembre 2021 Semplici viene esonerato e la mattina successiva viene annunciato Walter Mazzarri come nuovo tecnico. La stagione con il tecnico livornese però non migliora e, escluso un filotto a inizio anno solare, la squadra rimane sempre in zona rossa. Arriva anche l'esonero di Mazzarri e al suo posto viene promosso dalla Primavera l'ex terzino rossoblù Alessandro Agostini, che però non riesce ad evitare la retrocessione, la seconda della gestione Giulini. Nella stagione 2022-2023 il Cagliari è una delle candidate al ritorno in Serie A e viene affidato a Fabio Liverani. La squadra però si ritrova dodicesima alla fine del girone d'andata. Arriva l'esonero di Liverani e al suo posto subentra Claudio Ranieri (anche se nella 19ª giornata il Cagliari sarà allenato da Fabio Pisacane). Ranieri riesce ad ottenere 35 punti in 19 partite ed il Cagliari si posiziona 5º in classifica e si qualifica ai playoff. Ai preliminari batte il Venezia, in semifinale il Parma, e in finale supera il Bari grazie a un gol nei minuti finali e quindi viene promosso nella massima serie.

## Cronistoria
Di seguito la cronistoria essenziale del Cagliari nel dettaglio.

## Colori e simboli

### Colori

Articolo de L'Unione Sarda del 9 gennaio 1921; nella cronaca della gara contro l' si legge «Zorzan […] segna in favore dei rosso-bleu il primo goal», a riprova di come già dalla fondazione i colori sociali del Cagliari fossero il rosso e il blu.

I colori sociali del Cagliari sono sin dalla fondazione il rosso e il blu, i colori della città, riportati anche nel gonfalone e nella bandiera comunale, mentre i colori della maglia da gioco videro una storia più travagliata. Il primo completo indossato dai sardi era di colore bianco. Il fondatore Gaetano Fichera, infatti, essendo un medico chirurgo riadattò dei camici bianchi, che vennero utilizzati come maglia da gioco. Tali divise furono utilizzate per disputare la prima sfida nella storia del Cagliari, contro la Torres.
Dai quotidiani regionali dell'epoca si apprende che per i primi cinque anni di vita si utilizzarono maglie rossoblù sotto varie forme (partita, palata con strisce ciclicamente di diverse larghezze, o rossa con bordini blu) alternate ad altre maglie bianche.
Il 25 gennaio 1925, in una partita contro una selezione della 46º Fanteria, comparve per la prima volta una maglia a strisce nere e azzurre, con la quale poi il Cagliari FBC disputerà il campionato regionale sardo. Tale colorazione venne adottata fino al 1928. Nella primavera di quell'anno tornò il rossoblù, che rimase poi in pianta stabile dal Campionato Meridionale 1928-1929..

La tradizionale maglia casalinga del Cagliari, comunemente detta «a quarti» rossoblù, indossata da Gigi Riva.

Dagli anni 1930 in poi il completo di casa del Cagliari è quindi tradizionalmente rossoblù, con una maglia comunemente definita «a quarti» — seppur impropriamente, essendo in realtà una divisa «partita» —, ovvero rossa a destra e blu a sinistra, e generalmente con maniche a contrasto; sul dorso i colori sono invertiti. Sul lato sinistro, in corrispondenza del cuore, è inoltre presente lo stemma della squadra che per lungo tempo è rappresentato semplicemente da uno scudo bianco con i quattro mori, simbolo della Sardegna. Con l'ammodernamento dell'abbigliamento tecnico e con il variare degli sponsor tecnici, la maglia cagliaritana ha subito dagli anni 1980 delle leggere variazioni che comunque non hanno stravolto la sua struttura classica.
La maglia del secondo completo del Cagliari è tradizionalmente bianca con i risvolti rossi e blu, questi ultimi variabili nella forma e nel loro impatto a seconda delle scelte stilistiche dei vari fornitori. Tuttavia, proprio una storica divisa di cortesia cagliaritana divenne, a suo tempo, più famosa di quella casalinga. La più celebre casacca nella storia del club è infatti, sicuramente, quella sfoggiata per la prima volta sul finire degli anni 1960: bianca, con un profondo scollo rossoblù chiuso da laccetti; al tempo, questa uniforme risultò più utilizzata del primo completo, fu la maglia per antonomasia di Gigi Riva, quella che portò in Sardegna lo storico Scudetto del 1969-1970, e per tutto il corso degli anni 1970 rimane sempre tale. Vista la particolare "fortuna" di tale colorazione, essa rimase fino al 1982 la prima maglia seppur con qualche modifica rispetto alla versione degli anni di Riva e compagni.
Il terzo completo del Cagliari, da quando questo viene introdotto, subisce numerose variazioni a seconda dello sponsor tecnico. In questo senso, il primo a uscire dai canoni del rosso e blu si ritrova nel periodo della gestione di Claudio Ranieri, a cavallo tra il 1988 e il 1990, con una maglia rossa contraddistinta da una banda orizzontale bianca e blu. La divisa rossa (biennio 2003/2005 e dal 2008 a oggi) – ritenuta anch'essa, come la bianca dell'epoca di Riva, molto fortunata – è la più utilizzata dalla società sarda dopo l'introduzione in pianta stabile di una terza uniforme negli anni 1990. Con il dilagare della terza divisa dagli anni 1990 in poi, si sono viste divise anche arancioni, gialle, verdi e blu notte.

### Simboli ufficiali

#### Stemma
Lo stemma coi quattro mori è il simbolo del Cagliari sin dalle origini nonché simbolo della Sardegna perlomeno dai tempi del dominio aragonese e, dal 1952, è anche la bandiera ufficiale della regione Autonoma della Sardegna. Dalla fondazione della società nel 1920 fino al campionato 1992-1993, con poche interruzioni all'inizio di questo arco di tempo ma poi con costanza dagli anni 1950 in poi, nelle maglie da gioco figurava solamente lo scudetto con i quattro mori pur esistendo già degli stemmi ufficiali della società, rarità per il calcio italiano. Tuttavia, nel 2012, i quattro mori hanno fatto ritorno parzialmente nelle divise: dapprima nel secondo completo, in una versione stilizzata e con le teste rivolte a sinistra, appena sotto il main sponsor, e in seguito, nelle due stagioni successive, vengono reintrodotti nella seconda maglia bianca, al posto dello stemma societario.
Lo stemma societario dagli anni 1930 fino allo Scudetto era uno scudo sannitico partito rossoblù con una bandiera dei quattro mori quadrata posta sulla parte blu e una fascia bianca in cima recante la denominazione. Con il cambio di quest'ultima si procedette a una leggera modifica con anche un ingrandimento dei quattro mori. Tali stemmi non comparvero mai nella maglia, fino a un altro restyling nella stagione 1993-1994. Questo rimase solo per tre stagioni quando una sua evoluzione venne inserita all'interno di un ovale rossoblù, che segnerà un altro decennio. Dalla stagione 2015-2016 è presente l'attuale stemma, creato dalla nuova dirigenza guidata dal presidente Tommaso Giulini il quale ha previsto un ritorno allo scudo triangolare, con un vistoso ingrandimento dei quattro mori, che per la prima volta sono l'elemento portante dello stemma, mentre la partizione rossoblù è limitata al contorno dello scudo. Per la prima volta nella storia inoltre i quattro mori si adeguano alla Legge Regionale del 1999 che riformò la bandiera sarda: anch'essi infatti ora guardano verso destra e hanno la benda in fronte e non sugli occhi per simboleggiare il futuro nel senso di lettura latino.

#### Inno
Attualmente il club non ha un inno ufficiale, tuttavia dal 2022 viene trasmesso prima e dopo le partite casalinghe il brano Tifo Cagliari e boh!! del cantautore Paolo Migani.
In passato vennero lanciati diversi progetti per una sua istituzione: l'ultimo di questi fu del 2014, quando il 4 agosto, in occasione della presentazione ufficiale della stagione 2014-2015, la prima dell'era Giulini, in un evento in sostegno della candidatura della città di Cagliari a Capitale europea della cultura 2019, venne presentato all'Arena grandi eventi il nuovo inno ufficiale cantato dai Sikitikis e intitolato Cagliari nel nostro cuore, il quale è cantato sulla musica di Voglio dormire con te, uno dei loro più grandi successi.. L'inno comunque venne utilizzato dalla società di fatto solo per quella stagione e abbandonato successivamente. Nella stessa annata venne trasmessa anche la canzone No potho reposare nella versione cantata da Andrea Parodi e lo stesso esperimento venne ripetuto nelle prime partite della stagione 2019-2020.
Questo inno, poi dopo una stagione non più utilizzato, sostituì il vecchio inno intitolato Voleremo, nato da un progetto di Elena Ledda, ispirata dalle sonorità di Andrea Parodi (alla realizzazione parteciparono diversi artisti sardi: Le Balentes, i Menhir, Silvano Lobina, Mariangela Ledda e i Blacksoul), il quale venne presentato il 2 settembre 2007 in occasione della partita Cagliari-Juventus ma che venne anch'esso scarsamente utilizzato sia prima delle partite dei rossoblù sia negli eventi collaterali. Precedentemente all'inno di Elena Ledda il vecchio inno era Cagliari Grande di Mario Fabiani.
Ancor prima di questi, nel periodo della stagione 1993-1994 l'inno fu Sardi nel Mondo, scritta da Piero Marras e cantata in collaborazione con altri artisti sardi come i Tazenda. Negli anni settanta venne incisa Lo scudetto in Sardegna, un canto sardo a chitarra in italiano cantato da Serafino Murru, nata inizialmente per festeggiare appunto lo Scudetto del 1970, e successivamente considerato un inno del club.

#### Mascotte

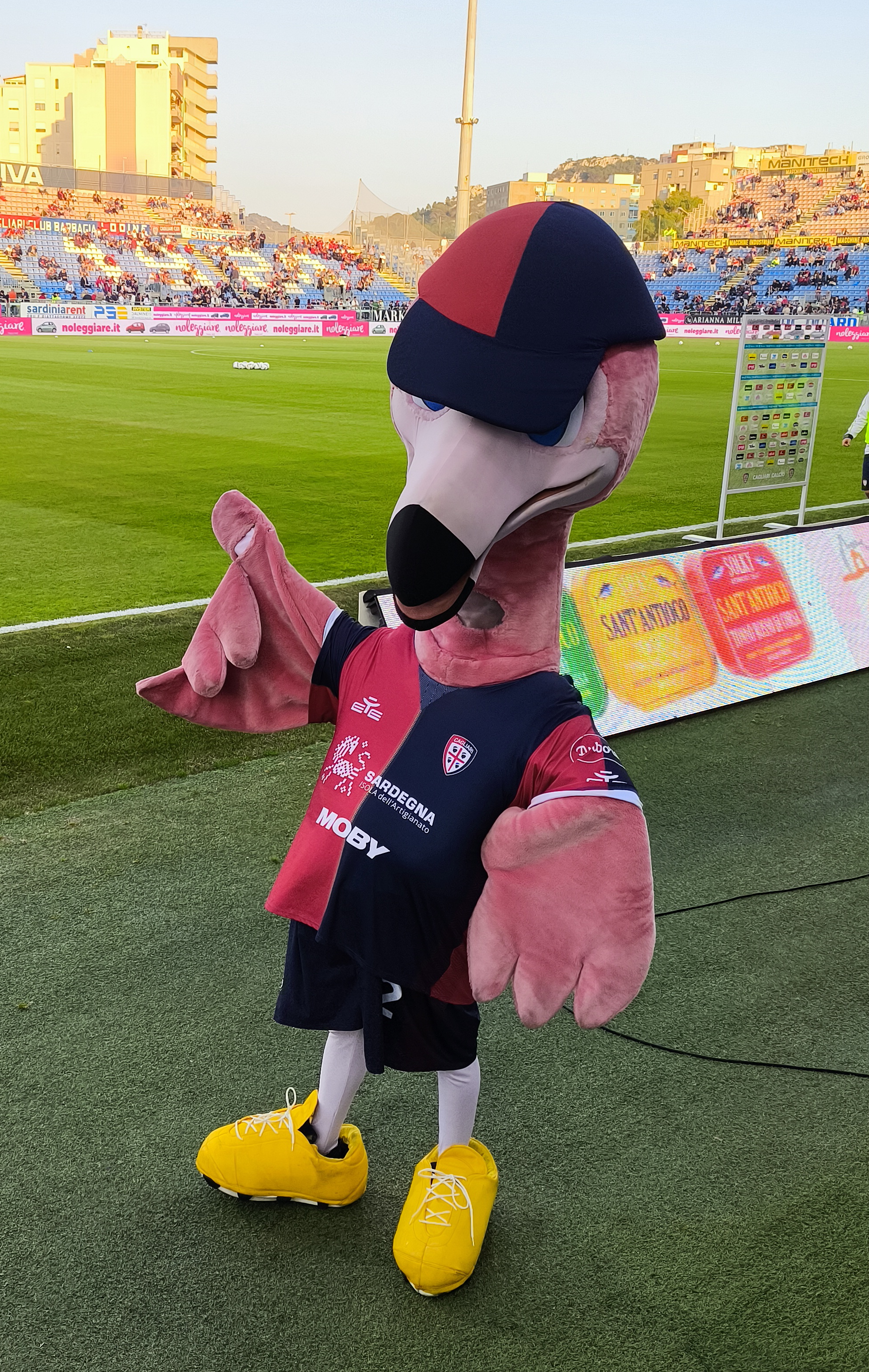
La mascotte Pully

La mascotte ufficiale è Pully. Presentata il 14 gennaio 2023, in occasione del match casalingo contro il Como nel campionato di Serie B, è un fenicottero rosa, animale tipico dello stagno di Cagliari e il suo nome, derivante dal pullo, il pulcino dell'animale, è stato scelto dai bambini della Scuola di Tifo, progetto nato nel 2015 che punta a coinvolgere i tifosi più piccoli educandoli ai valori dello sport e al sostegno della squadra.

## Strutture

### Stadio

Il Campo di via Pola

Il primo campo interno del Cagliari fu lo Stallaggio Meloni, uno spiazzo posto tra viale Trento e viale Trieste, dove erano state montate delle porte da calcio: il Cagliari vi esordì l'8 settembre 1920, battendo la Torres per 5-2.. Nell'ottobre 1924 iniziò la costruzione del nuovo Campo di via Pola, utilizzato dalla società a partire dal 1925 fino al 1951, anno in cui la squadra si spostò allo stadio Amsicora. Fu in questa struttura che il Cagliari, nella stagione 1969-1970, vinse lo storico scudetto.
Erano stati frattanto avviati i lavori di costruzione di un'arena ancora più grande e moderna, lo stadio Sant'Elia, che sotto la supervisione dell'ingegnere Giorgio Lombardi venne completato nell'estate del 1970 e inaugurato già nel mese di settembre. Capace di circa 70 000 persone (compresi gli spettatori in piedi, all'epoca ammessi), l'impianto costò 1,9 miliardi di lire, dei quali un quarto venne coperto dal CONI attraverso un credito sportivo di circa 550 milioni erogato in due tranche. Lo stadio ospitò nel 1990 alcune partite del Mondiale, ragion per cui, al fine di consentirne la ristrutturazione in vista dell'evento, nella stagione 1988-1989 l'Amsicora ospitò nuovamente le partite casalinghe di Serie C1 del Cagliari. La nuova struttura soffrì tuttavia fin da subito di deficienze infrastrutturali: le vie d'accesso erano infatti insufficienti a reggere adeguatamente il volume di pubblico della struttura e il parcheggio, in un primo momento, era capace di soli 200 stalli per autovetture. A tali problemi venne tuttavia progressivamente posto rimedio, ampliando le arterie viarie e gli spiazzi di sosta.

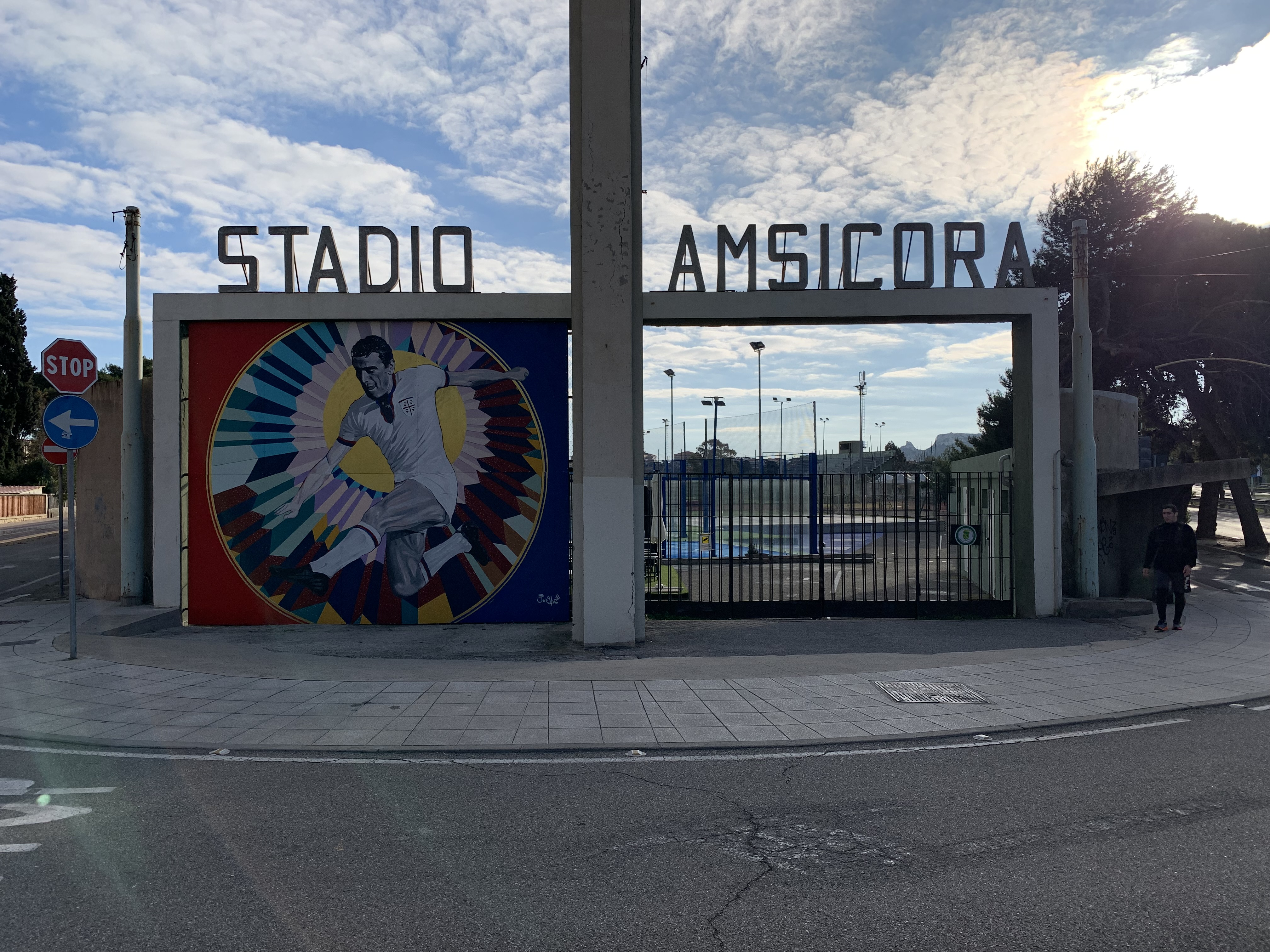
Lo stadio Amsicora

Dal settembre al dicembre 2003, onde consentire l'esecuzione di alcuni lavori di adeguamento al Sant'Elia, il Cagliari dovette momentaneamente trasferirsi allo stadio Nino Manconi di Tempio Pausania: durante il cantiere diverse tribune vennero chiuse e sostituite da altre in acciaio, erette all'interno del "catino" degli spalti sopra la pista di atletica leggera (ormai caduta in disuso). Con l'addentrarsi nel terzo millennio lo stadio vide crescere la sua obsolescenza: dall'aprile all'agosto 2012 esso venne dichiarato inagibile, obbligando il Cagliari a giocare le sue gare casalinghe allo stadio Nereo Rocco di Trieste.

Lo stadio Sant'Elia negli anni 1970.

Dinnanzi a quest'ultimo rovescio, il Cagliari si risolse ad abbandonare il Sant'Elia, decidendo di trasferirsi allo stadio Is Arenas, nel comune limitrofo di Quartu Sant'Elena,. Tale piccolo impianto, fino a quel momento utilizzato dalle squadre locali del Sant'Elena Q.C.U. e del Quartu 2000 (a carattere dilettantistico), venne strutturalmente rivoluzionato: in poco più di cinque mesi vi vennero erette tribune supplementari in ferrotubi prefabbricati (alcune delle quali già in uso al Sant'Elia), elevandone la capienza a 16 500 spettatori.
L'accordo col comune quartese prevedeva la concessione esclusiva di Is Arenas per tre anni al club rossoblù, previo versamento di un canone annuale di 30 000 euro. Tuttavia lo stadio così allestito non riesce a ottenere la piena agibilità: diverse partite si disputano infatti a capienza ridotta o a porte chiuse. Nella stagione seguente, dopo un ennesimo diniego del certificato di agibilità per l'impianto di Quartu Sant'Elena, il Cagliari opta per ritornare al Sant'Elia, che viene ristrutturato parzialmente e messo in sicurezza per consentirne l'agibilità. Le tribune provvisorie vennero poi rimosse dall'Is Arenas, che venne riportato allo stato d'origine.

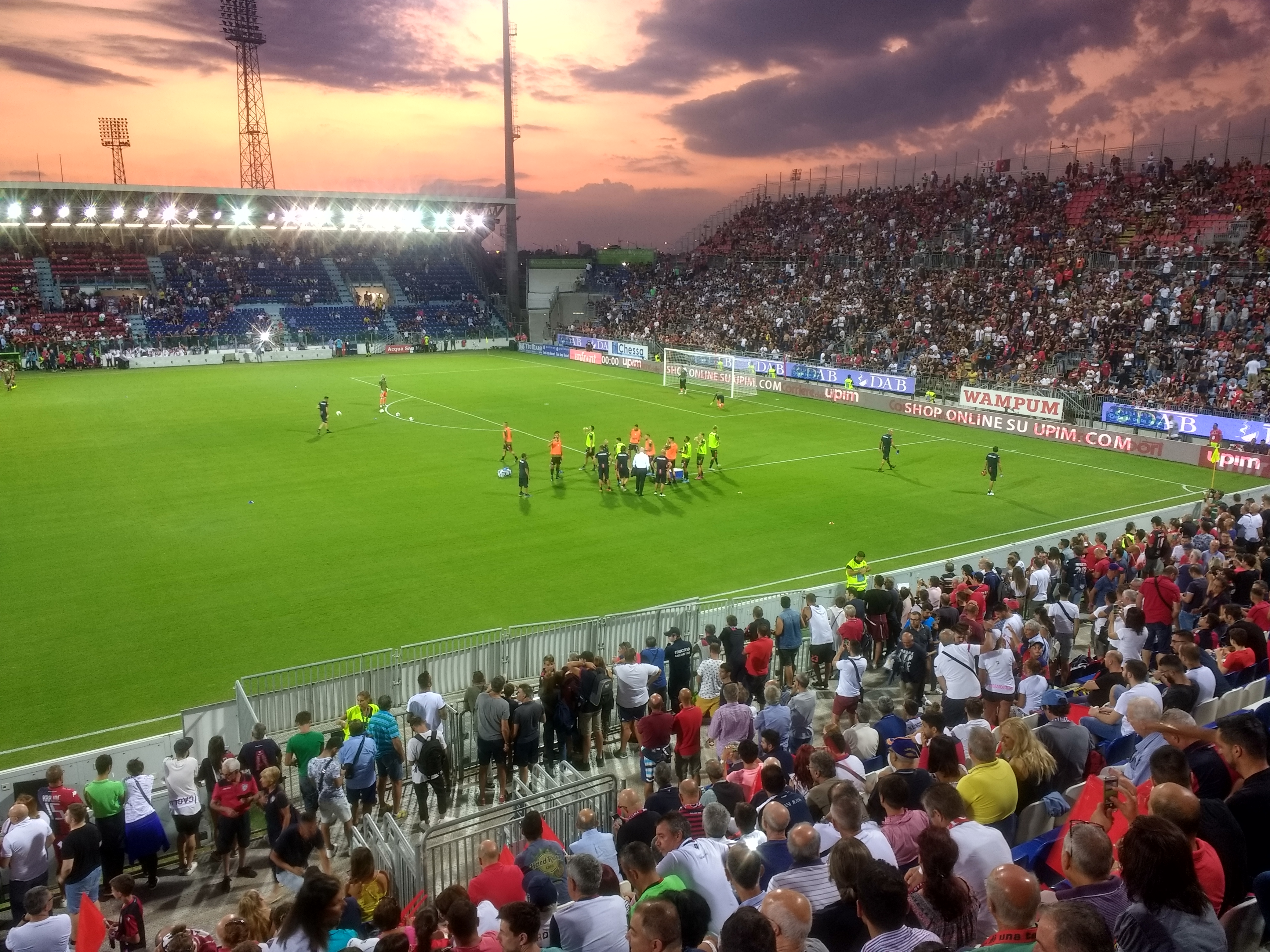
La Unipol Domus

A seguito della formalizzazione dell'intenzione di costruzione di un nuovo stadio nella città di Cagliari, il Sant'Elia è stato infine definitivamente dismesso al termine della stagione sportiva 2016-2017 ed è stata pianificata la sua demolizione e successiva ricostruzione. Nell'attesa del completamento della realizzazione del nuovo stadio, la società ha optato per costruire uno stadio provvisorio in ferrotubi rivestiti (del tutto simile al già citato Is Arenas) nell'area dei parcheggi del vecchio impianto: nacque così nel 2017 la Sardegna Arena, capace di 16 233, nuovo impianto casalingo dei rossoblù. Una volta terminato questo, l'impianto provvisorio sarà demolito e riadibito ad area servizi del nuovo stadio.. Nel luglio 2021, la società ha annunciato la partnership decennale con il gruppo assicurativo Unipol e la conseguente cessione dei diritti di denominazione sponsorizzata sia per l'impianto temporaneo sia per il futuro stadio definitivo. Con tale accordo la Sardegna Arena ha assunto il nome di Unipol Domus.

### Centro di allenamento
Il CRAI Sport Center è il centro di allenamento di proprietà del Club, eretto nel 1995, in località Sa Ruina, nel comune di Assemini. Fino all'estate 2014 era intitolato all’imprenditore cagliaritano Ercole Cellino, padre dell'ex presidente rossoblù Massimo; dopo l'acquisto della società da parte di Tommaso Giulini, il centro sportivo aveva preso il nome di Asseminello fino al 2023, quando è stato raggiunto l'accordo di sponsorizzazione con ABBI Group, gestore in Sardegna dell'insegna CRAI. Qui, oltre a essere sede degli allenamenti della prima squadra, si allenano e disputano le partite dei rispettivi campionati la Primavera e alcune formazioni giovanili quali gli Allievi Nazionali, la Juniores e i Giovanissimi Nazionali. Il centro ha 3 campi in erba di dimensioni regolari, un campo sintetico di dimensioni regolari, uno in erba di dimensioni quasi regolari, una palestra e una gabbia in sintetico. Nel centro sono presenti una sala stampa, un centro benessere e un hotel con 15 stanze di cui dieci doppie e cinque singole, una President Suite e una Junior Suite. È presente inoltre una sala conferenze che può ospitare da un minimo di 20 persone a un massimo di 150, e un ristorante che offre anche cucina internazionale.

## Società

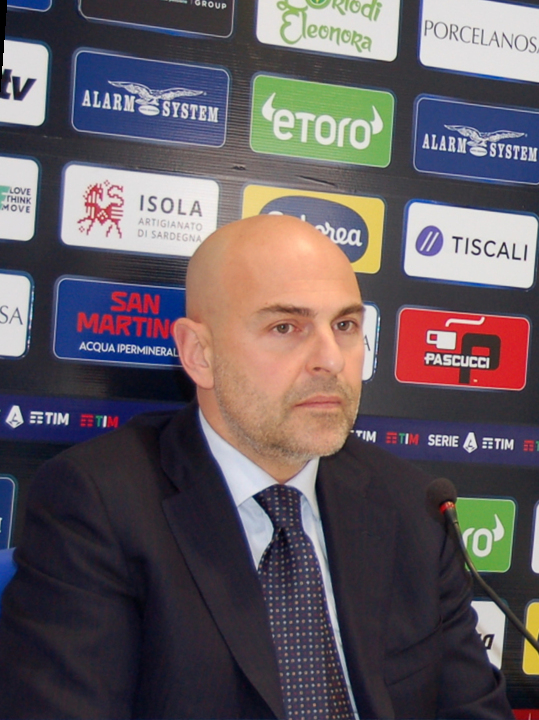
Tommaso Giulini, presidente e proprietario del club sardo dal 2014

Il club venne fondato il 30 maggio 1920 come associazione con il nome Cagliari Football Club fondendosi successivamente, nel 1924, con l'Unione Sportiva Italia e assumendo la denominazione di Club Sportivo Cagliari, per poi sciogliersi, nel settembre 1935 per dissesto finanziario; nell'autunno dello stesso anno una nuova associazione, l'Unione Sportiva Cagliari si costituisce pagando una parte dei debiti del precedente sodalizio e raccogliendone l'eredità sportiva; dal 1967 l'associazione divenne una società per azioni mantenendo la stessa ragione sociale fino al 1971, quando assunse il definitivo nome "Cagliari Calcio".
La società ha sede legale in località Sa Ruina ad Assemini (CA), in cui è situato il centro d'allenamento CRAI Sport Center, è iscritta alla Camera di Commercio di Cagliari-Oristano, e risulta avere, al 2024, 166 dipendenti e un capitale sociale di 7 031 919 euro.
Dall'11 giugno 2014 il club è controllato dall'imprenditore italiano Tommaso Giulini. Questo controllo di Giulini sul Cagliari è esercitato tramite la holding finanziaria italiana Fluorsid Group S.r.l., proprietaria del club rossoblù con il 100,00% del capitale, in qualità di socio unico e, a sua volta, riconducibile a Giulini attraverso una serie di partecipazioni a cascata di società.
La società rossoblù non possiede, al 2023, società controllate o collegate.
Dal 18 dicembre 2019 e fino alla sua morte l'ex calciatore e bandiera rossoblù Gigi Riva ha ricoperto il ruolo di presidente onorario, mentre il figlio Nicola è stato membro del consiglio di amministrazione fino al febbraio 2022. Nell'organo sono presenti Pasquale Lavanga, ex presidente di Fluorsid, Alessandro Manunta e Stefano Signorelli.
Il vicepresidente è Fedele Usai, che nel 2019 ha affiancato e poi successivamente sostituito Stefano Filucchi, in questo ruolo dal 2014 al 2020 con l'insediamento della presidenza Giulini, mentre l'amministratore delegato Corporate dall'ottobre 2022 è Carlo Catte.

### Organigramma societario
Il governo societario del Cagliari Calcio S.p.A., al 2023, prevede un sistema tradizionale formato dall'assemblea degli azionisti, dal consiglio di amministrazione (CdA) e dal collegio sindacale. Il CdA, rinnovato il 3 novembre 2023, è composto da sette membri, nominati dall'assemblea degli azionisti e tutti indicati dalla società controllante Fluorsid Group; Tommaso Giulini, a cui è riferibile la proprietà della società, ricopre la carica di presidente del consiglio di amministrazione, assunta nel giugno 2014 con l'acquisto del club, mentre Carlo Catte è l'amministratore delegato, nominato il 29 giugno 2017. Il collegio sindacale, rinnovato il 27 ottobre 2022, è composto da tre membri sempre indicati da Fluorsid Group, dei quali Luigi Zucca assume il ruolo di presidente. La società di revisione, scelta anch'essa dagli azionisti quale organo esterno di riesame dei conti, è l'azienda BDO Italia S.p.A..
Organigramma aggiornato al 22 gennaio 2024.
Organigramma
- Tommaso Giulini - Presidente
- Fedele Usai - Vicepresidente
- Carlo Catte - Amministratore delegato Corporate
- Stefano Melis - Direttore Business e Media
- Andrea Alessandro Muntoni - Dirigente servizio ASQ

Consiglio di amministrazione
- Pasquale Lavanga
- Alessandro Manunta
- Stefano Signorelli

Collegio sindacale
- Luigi Zucca - Presidente
- Giovanni Pinna Parpaglia - Componente
- Piero Sanna Randaccio - Componente

Organismo di vigilanza
- Diego Loy - Presidente

Organizzazione esecutiva
- Nereo Bonato - Direttore sportivo
- Roberto Muzzi - Club Manager
- Matteo Stagno - Segretario generale sportivo
- Andrea Cossu - Coordinatore area scouting
- Alessandro Steri - Team Manager
- Bernardo Mereu - Responsabile settore giovanile, attività di base e Cagliari Football Academy
- Pierluigi Carta - Direttore sportivo settore giovanile
- Oscar Erriu - Coordinatore tecnico U16, U15, U14 e U13
- Federica Vargiu - Responsabile marketing e sponsorship
- Fabio Frongia - Responsabile comunicazione
- Alessandro Cinellu - Responsabile store e licensing
- Stefano Fenu - Responsabile ticketing
- Elisabetta Scorcu - Responsabile eventi e iniziative, Supporter Liaison Officer
- Danila Fenu - Responsabile contabilità e personale
- Mauro Congia - Responsabile amministrativo e reporting
- Franco Marongiu - Responsabile infrastrutture
- Andrea Muggianu - Delegato sicurezza stadio

### Sponsor
Eccezion fatta per alcune sperimentazioni passate legate all'ambito tecnico, gli sponsor sulla maglia del Cagliari — sia fornitori tecnici sia marchi pubblicitari — comparvero ufficialmente all'inizio degli anni 80 del XX secolo, con l'acquisto della società da parte di Alvaro Amarugi e la contemporanea rimozione del divieto di sponsorizzazione sulle divise da parte della FIGC.
- 1975-1976 Umbro
- 1979-1984 Fabra
- 1984-1986 Ennerre
- 1986-1989 Latas
- 1989-1990 Ennerre
- 1990-1993 Umbro
- 1993-1996 Erreà
- 1996-1998 Reebok
- 1998-2000 Biemme
- 2000-2002 Uhlsport
- 2002-2005 A-Line
- 2005-2007 Asics
- 2007-2008 Umbro
- 2008-2011 Macron
- 2011-2016 Kappa
- 2016-2020 Macron
- 2020-2022 adidas
- 2022- EYE Sport

### Impegno nel sociale
Nel 2021 il Cagliari Calcio ha lanciato il suo Manifesto etico chiamato "Be As One", che punta a coniugare lo sport con la sostenibilità nella sua accezione più ampia e integrale, dall'inclusività alla lotta alla discriminazione fino alla sostenibilità ambientale. Il progetto racchiude le varie iniziative quali la creazione di due squadre denominate “Casteddu4Special” iscritte ai campionati federali di calcio paralimpico, la Scuola di Tifo e la Curva Futura, primo settore di uno stadio italiano interamente dedicato ai bambini, la partnership con Legambiente nell’ambito dell’attenzione alla sostenibilità ambientale in Sardegna e i progetti di mobilità sostenibile in collaborazione con il CTM, l'azienda di trasporto pubblico locale di Cagliari per sensibilizzare all'utilizzo della mobilità alternativa.

### Settore giovanile

Gianluca Festa, dal vivaio all'Europa con il Cagliari

Il settore giovanile del Cagliari è composto dalle selezioni che militano nei campionati nazionali Primavera 1, Under 17, Under 16 e Under 15 e dall'Under 14 che milita sotto età nel Campionato Provinciale U15. È presente poi la cosiddetta Attività di base con le squadre dall'Under 13 all'Under 8. Sotto la gestione Giulini è stato avviato anche il settore giovanile femminile, con le squadre Under 17, Under 15, Under 12 e Under 10: queste, dal 2020, disputano anche il campionato senior di Eccellenza.
La principale peculiarità del settore giovanile cagliaritano è stata storicamente quella di essere formato quasi esclusivamente da giocatori nati e cresciuti in Sardegna. Dagli anni settanta ci fu un progressivo aumento di giocatori importati dall'Italia e a metà novanta si assistette all'acquisto anche di giocatori stranieri. Un ritorno alle origini ci fu a metà anni Duemila, quando un "nuovo" modello organizzativo fu creato e studiato dall'ex responsabile del settore giovanile Gianfranco Matteoli, ex giocatore di Como, Inter e Cagliari, il quale prevedeva la presenza di soli ragazzi sardi. Questo approccio rimase in vigore per tutto l'ultimo decennio della presidenza Cellino. Con la cessione del club a Tommaso Giulini la società, sotto la gestione di Mario Beretta inizialmente e di Pierluigi Carta poi, ha ripreso ad acquistare ragazzi continentali, pur mantenendo una forte connotazione sarda.
A dimostrazione di ciò, dal 2014 è stata creata la Cagliari Football Academy: un progetto che ha l'obiettivo di lavorare in sinergia con le realtà dilettantistiche dell'Isola, puntando a scovare e coltivare i migliori talenti isolani attraverso procedure di allenamento e metodologie condivise, promuovendo quindi lo sviluppo del calcio giovanile in Sardegna e rafforzando il legame del club con il territorio. Il progetto, rivolto ai ragazzi dai 6 ai 12 anni, ha come obiettivo quello di consentire ai baby calciatori sardi e di alcune aree selezionate in Italia di crescere ed essere valorizzati al meglio già nella propria società di appartenenza. Il responsabile dell'Academy è Bernardo Mereu, ex allenatore di molte delle principali realtà sarde affacciatesi nel mondo professionistico negli ultimi 30 anni come Olbia, Torres, Villacidrese e La Palma.
Nella stagione 2021-2022 la squadra Primavera ha raggiunto per la prima volta nella sua storia i play-off scudetto, mentre nella stagione 2024-2025 ha vinto per la prima volta nella sua storia la Coppa Italia Primavera.

## Diffusione nella cultura di massa
Il Cagliari è presente in diverse pellicole cinematografiche. In una scena del film Malizia (1973), Turi Ferro, Laura Antonelli, Alessandro Momo e Gianluigi Chirizzi seguono alla televisione la partita Catania-Cagliari disputata il 10 marzo 1957 e valevole per il campionato di Serie B. Renato Pozzetto menziona la squadra nel film La patata bollente del 1979, anno coinciso con il ritorno in Serie A della squadra sarda. In una scena di Eccezzziunale... veramente del 1982, Donato (Diego Abatantuono) ascolta di nascosto la radiocronaca della partita Cagliari-Milan mentre è al cinema con Loredana (Stefania Sandrelli).
Il Cagliari viene citato anche nei film Asso del 1981, con Adriano Celentano, dove il poliziotto sardo interpretato dall'attore Sandro Ghiani discute con il commissario della partita Inter-Cagliari; in Tre uomini e una gamba del 1997, commedia del trio comico Aldo, Giovanni e Giacomo, in cui viene fatta ironia sulla squadra sarda menzionando, come episodio coraggioso di Aldo, l'aver «messo 2 fisso a Inter-Cagliari», ovvero pronosticando una vittoria esterna contro i nerazzurri in una schedina del Totocalcio; e in Tifosi del 1999 dove lo steward di un aereo, tifoso del Cagliari, chiede il risultato finale della partita della sua squadra del cuore.
Per quanto riguarda la televisione, i già citati Aldo, Giovanni e Giacomo realizzarono una parodia dei tifosi del club sardo durante Mai dire Gol.
La rivista ufficiale del club è Cuore Rossoblù: fondata nel settembre del 2006 con il formato magazine, dall'ottobre 2018 esce ogni primo venerdì del mese in formato berlinese abbinato al quotidiano regionale L'Unione Sarda. Firme fisse del giornale sono Luca Telese e Darwin Pastorin.

## Allenatori e presidenti
Di seguito l'elenco di allenatori e presidenti del Cagliari dall'anno di fondazione a oggi.
- 1920-1921  Gaetano Fichera (1ª-?ª)
 Giorgio Mereu (?ª-?ª)
- 1921-1923  Giorgio Mereu
- 1923-1926  Angelo Colombo
- 1926-1927  Natale Archibusacci
- 1927-1930  Róbert Winkler
- 1930-1932  Ernő Erbstein
- 1932-1933  András Kuttik
- 1933-1934  András Kuttik (1ª-?ª)
 Scotti e Boero (?ª-?ª)
 Enrico Crotti (?ª-26ª)
- 1934-1935  Enrico Crotti (1ª-?ª)
 Ferenc Molnár (?ª-30ª)
- 1935-1936  Roberto Orani
- 1936-1938  Renato Bonello
- 1938-1939  Róbert Winkler
- 1939-1940  Róbert Winkler (precamp.)
 Mariolino Congiu (1ª-30ª)
- 1940-1941  Mariolino Congiu
- 1941-1942  Enrico Corrias (1ª-?ª)
 Mariolino Congiu (?ª-12ª)
- 1942-1946  Mariolino Congiu
- 1946-1948  Raffaele D'Aquino
- 1948-1949  Róbert Winkler (1ª-?ª)
 Armando Latella (?ª-40ª)
- 1949-1950  Armando Latella (1ª-?ª)
 Mariolino Congiu (?ª-40ª)
- 1950-1951  Enrico Carpitelli (1ª-?ª)
 Mariolino Congiu (?ª-38ª)
- 1951-1952  Federico Allasio e  Vincenzo Soro
- 1952-1953  Federico Allasio
- 1953-1954  Federico Allasio (1ª-22ª)
 Ottavio Morgia (23ª-26ª)
 Vincenzo Soro (27ª-34ª e spareggio)
- 1954-1955  Carlo Alberto Quario e  Vincenzo Soro (D.T.) (1ª-10ª)
 Silvio Piola (11ª-34ª)
- 1955-1956  Silvio Piola
- 1956-1957  Carlo Rigotti (1ª-14ª)
 Raoul Bortoletto (15ª)
 Silvio Piola (16ª-34ª)
- 1957-1958  Silvio Piola (1ª-8ª)
 Mariolino Congiu (9ª)
 Piero Andreoli (10ª-34ª)
- 1958-1959  Stefano Perati
- 1959-1960  Stefano Perati (1ª-28ª)
 Carlo Rigotti (29ª-38ª)
- 1960-1961  Carlo Rigotti
- 1961-1966  Arturo Silvestri
- 1966-1967  Manlio Scopigno
- 1967-1968   Ettore Puricelli
- 1968-1972  Manlio Scopigno
- 1972-1973  Edmondo Fabbri
- 1973-1974  Giuseppe Chiappella
- 1974-1975  Giuseppe Chiappella (1ª-9ª)
 Luigi Radice (10ª-30ª)
- 1975-1976  Luis Suárez (1ª-8ª)
 Mario Tiddia (9ª-30ª)
- 1976-1977  Lauro Toneatto
- 1977-1978  Lauro Toneatto (1ª-17ª)
 Mario Tiddia (18ª-38ª)
- 1978-1981  Mario Tiddia
- 1981-1982  Paolo Carosi
- 1982-1983  Gustavo Giagnoni
- 1983-1984  Mario Tiddia
- 1984-1985  Fernando Veneranda (1ª-5ª)
 Renzo Ulivieri (6ª-38ª)
- 1985-1986  Renzo Ulivieri (1ª-22ª)
 Gustavo Giagnoni (23ª-38ª)
- 1986-1987  Gustavo Giagnoni
- 1987-1988  Enzo Robotti (1ª-9ª)
 Mario Tiddia (10ª-34ª)
- 1988-1991  Claudio Ranieri
- 1991-1992  Massimo Giacomini (1ª-6ª)
 Carlo Mazzone (7ª-34ª)
- 1992-1993  Carlo Mazzone
- 1993-1994  Luigi Radice (1ª)
 Bruno Giorgi (2ª-34ª)
- 1994-1995  Angelo Pereni e  Óscar Tabárez (D.T.)
- 1995-1996  Giovanni Trapattoni (1ª-21ª)
 Bruno Giorgi (22ª-34ª)
- 1996-1997  Roberto Clagluna e  Gregorio Pérez (D.T.) (1ª-6ª)
 Carlo Mazzone (7ª-34ª)
- 1997-1999  Gian Piero Ventura
- 1999-2000  Óscar Tabárez (1ª-4ª)
 Renzo Ulivieri (5ª-34ª)
- 2000-2001  Gianfranco Bellotto (1ª-24ª)
 Giuseppe Materazzi (25ª-38ª)
- 2001-2002  Antonio Sala (1ª-7ª)
 Elvio Salvori (8ª)
 Antonio Sala (9ª)
 Giulio Nuciari (10ª-17ª)
 Nedo Sonetti (18ª-38ª)
- 2002-2003  Gian Piero Ventura
- 2003-2004  Gian Piero Ventura (1ª-16ª)
 Edoardo Reja (17ª-46ª)
- 2004-2005  Daniele Arrigoni
- 2005-2006  Attilio Tesser (1ª)
 Daniele Arrigoni (2ª)
 Davide Ballardini (3ª-11ª)
 Nedo Sonetti (12ª-38ª)
- 2006-2007  Marco Giampaolo (1ª-16ª)
 Franco Colomba (17ª-21ª, 23ª-25ª)
 Marco Giampaolo (22ª, 26ª-38ª)
- 2007-2008  Marco Giampaolo (1ª-12ª)
 Nedo Sonetti (13ª-17ª)
 Davide Ballardini (18ª-38ª)
- 2008-2009  Massimiliano Allegri
- 2009-2010  Massimiliano Allegri (1ª-33ª)
 Giorgio Melis (34ª-38ª)
- 2010-2011  Pierpaolo Bisoli (1ª-12ª)
 Roberto Donadoni (13ª-38ª)
- 2011-2012  Massimo Ficcadenti (2ª-11ª)
 Davide Ballardini (1ª, 12ª-27ª)
 Massimo Ficcadenti (28ª-38ª)
- 2012-2013  Massimo Ficcadenti (1ª-6ª)
 Ivo Pulga (7ª-38ª)
- 2013-2014  Diego Luis López (1ª-32ª)
 Ivo Pulga (33ª-38ª)
- 2014-2015  Zdeněk Zeman (1ª-16ª)
 Gianfranco Zola (17ª-26ª)
 Zdeněk Zeman (27ª-31ª)
 Gianluca Festa (32ª-38ª)
- 2015-2017  Massimo Rastelli
- 2017-2018  Massimo Rastelli (1ª-8ª)
 Diego Luis López (9ª-38ª)
- 2018-2019  Rolando Maran
- 2019-2020  Rolando Maran (1ª-26ª)
 Walter Zenga (27ª-38ª)
- 2020-2021  Eusebio Di Francesco (1ª-23ª)
 Leonardo Semplici (24ª-38ª)
- 2021-2022  Leonardo Semplici (1ª-3ª)
 Walter Mazzarri (4ª-35ª)
 Alessandro Agostini (36ª-38ª)
- 2022-2023  Fabio Liverani (1ª-18ª)
 Fabio Pisacane (19ª)[90]
 Claudio Ranieri (20ª-38ª)
- 2023-2024  Claudio Ranieri
- 2024-2025  Davide Nicola
- 2025-2026  Fabio Pisacane

- 1920-1921  Gaetano Fichera
- 1921-1922  Antonio Zedda
- 1922-1923  Angelo Prunas
- 1923-1926  Agostino Cugusi
- 1926-1928  Vittorio Tredici
- 1928-1929  Carlo Costa Marras
- 1929-1931  Enzo Comi
- 1931  Giovan Battista Bosazza
- 1931-1932  Guido Boero
 Vitale Cao
- 1932-1933  Vitale Cao
 Enrico Endrich
- 1933-1934  Pietro Faggioli
- 1934-1935  Aldo Pacca
- 1935-1940  Mario Banditelli
- 1940-1944  Giuseppe Depperu
- 1944-1946  Eugenio Camboni
- 1946-1947  Umberto Ceccarelli
- 1947-1948  Umberto Ceccarelli
 Emilio Zunino
- 1948-1949  Emilio Zunino
 Domenico Loi
- 1949-1952  Domenico Loi
- 1952-1953  Domenico Loi
 Sforza (commissario)
- 1953-1954  Pietro Leo
- 1954-1955  Efisio Corrias
- 1955-1957  Ennio Dalmasso
- 1957-1958  Ennio Dalmasso
 Giuseppe Meloni
- 1958-1960  Giuseppe Meloni
- 1960-1968  Enrico Rocca
- 1968  Giorgio Lombardi (commissario)
- 1968-1971  Efisio Corrias
- 1971-1973  Paolo Marras
- 1973-1976  Andrea Arrica
- 1976-1981  Mariano Delogu
- 1981-1984  Alvaro Amarugi
- 1984-1986  Fausto Moi
- 1986-1987  Gigi Riva
 Lucio Cordeddu
- 1987-1991  Antonio Orrù
- 1991-1992  Ignazio Orrù
- 1992-2005  Massimo Cellino
- 2005  Bruno Ghirardi
- 2005-2014  Massimo Cellino
- 2014-oggi  Tommaso Giulini

## Calciatori

### Hall of fame
Di seguito l'elenco dei membri della hall of fame del Cagliari.
- Gigi Riva (1963-1976)

Luigi Piras

- Gianfranco Zola (2003-2005)
- Enzo Francescoli (1990-1993)
- David Suazo (1999-2007)
- Nené (1964-1976)
- Gianfranco Matteoli (1990-1994)
- Roberto Muzzi (1994-1999)
- Luigi Piras (1973-1987)

Nené

- Enrico Albertosi (1968-1974)
- Roberto Boninsegna (1966-1969)
- Luís Oliveira (1992-1996, 1999-2000)
- Pierluigi Cera (1964-1973)
- Mario Brugnera (1968-1974, 1975-1982)
- Angelo Domenghini (1969-1973)
- Ricciotti Greatti (1963-1972)

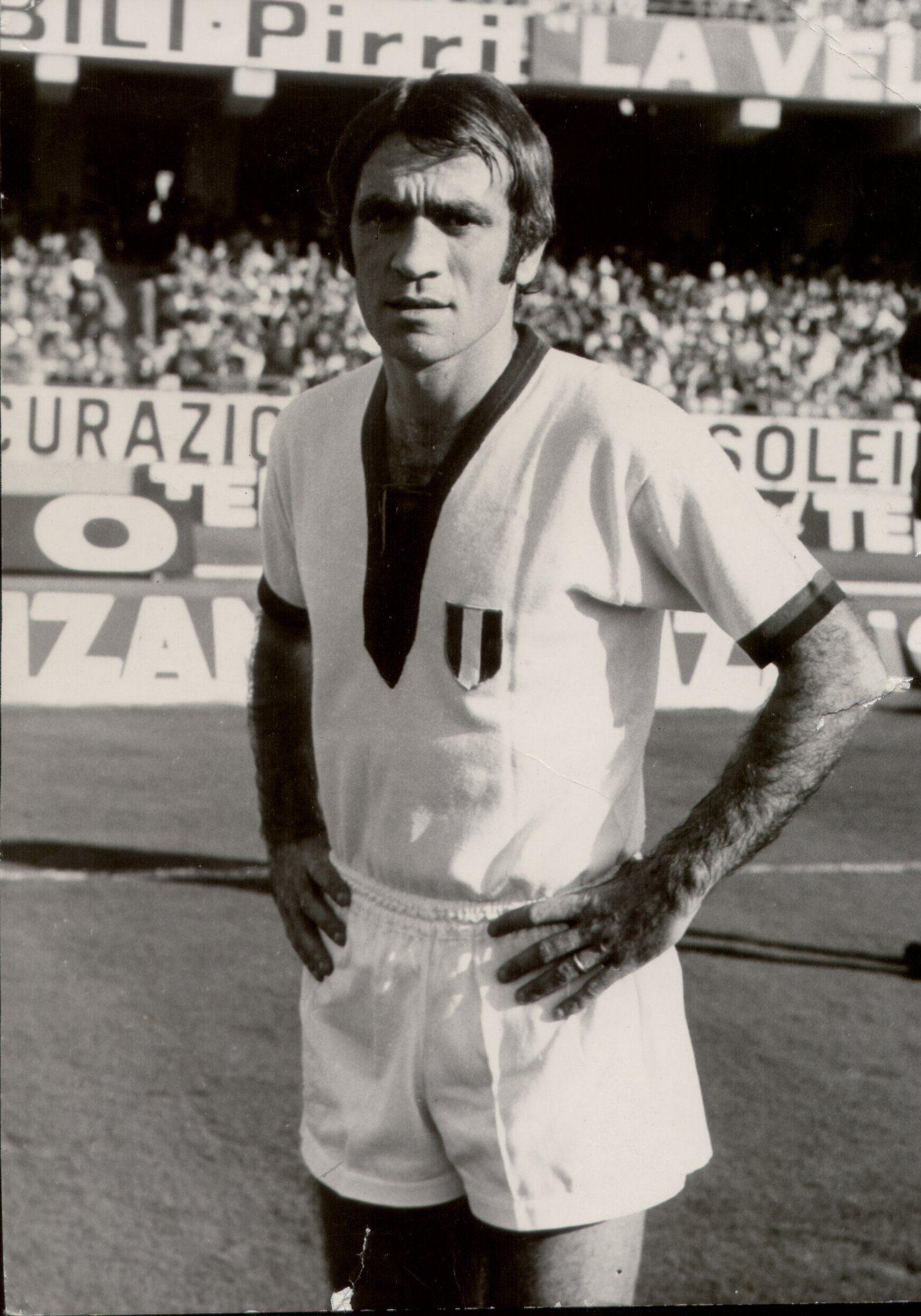
Mario Martiradonna

- Mauro Esposito (2001-2007)
- Franco Selvaggi (1979-1982)
- Mario Martiradonna (1962-1973)
- Sergio Gori (1969-1975)
- Antonio Congiu (1956-1965)
- Pietro Paolo Virdis (1974-1977, 1980-1981)
- Fabián O'Neill (1995-2000)
- Diego Luis López (1998-2010, 2011-2014)
- Daniele Conti (1999-2015)
- Egri Erbstein (1930-1932)
- Cenzo Soro (1931-1932, 1935-1936, 1953-1954)
- Arturo Silvestri (1961-1966)
- Manlio Scopigno (1966-1967, 1968-1972)
- Mario Tiddia (1958-1968, 1976, 1978-1981, 1983-1984, 1987-1988)
- Claudio Ranieri (1988-1991, 2023-2024)

Di seguito è riportata la Top 11 rossoblù - I più forti di sempre, la formazione votata dai tifosi comprendente i migliori rossoblù di sempre.
- 1  Enrico Albertosi (1968-1974)
- 2  Mario Martiradonna (1962-1973)
- 3  Vittorio Pusceddu (1992-1996)
- 4  Radja Nainggolan (2010-2014, 2019-2020, 2021)
- 5  Matteo Villa (1991-2001)
- 6  Pierluigi Cera (1964-1973)
- 7  Nené (1964-1976)
- 8  Daniele Conti (1999-2015)
- 9  Enzo Francescoli (1990-1993)
- 10  Gianfranco Zola (2003-2005)
- 11  Gigi Riva (1963-1976)

### Capitani
Di seguito l'elenco dei capitani del Cagliari dall'anno di fondazione a oggi.

Pierluigi Cera, capitano della squadra vincitrice dello Scudetto

- Enrico Spinosi (1963-1966)
- Miguel Ángel Longo (1966-1969)
- Pierluigi Cera (1969-1973)
- Enrico Albertosi (1973-1974)
- Comunardo Niccolai (1974-1975)
- Nené (1975-1976)
- Renato Roffi (1976-1978)
- Mario Brugnera (1978-1982)
- Luigi Piras (1982-1987)
- Lucio Bernardini (1987-1990)
- Ivo Pulga (1990-1991)
- Gianfranco Matteoli (1991-1994)
- Aldo Firicano (1994-1996)

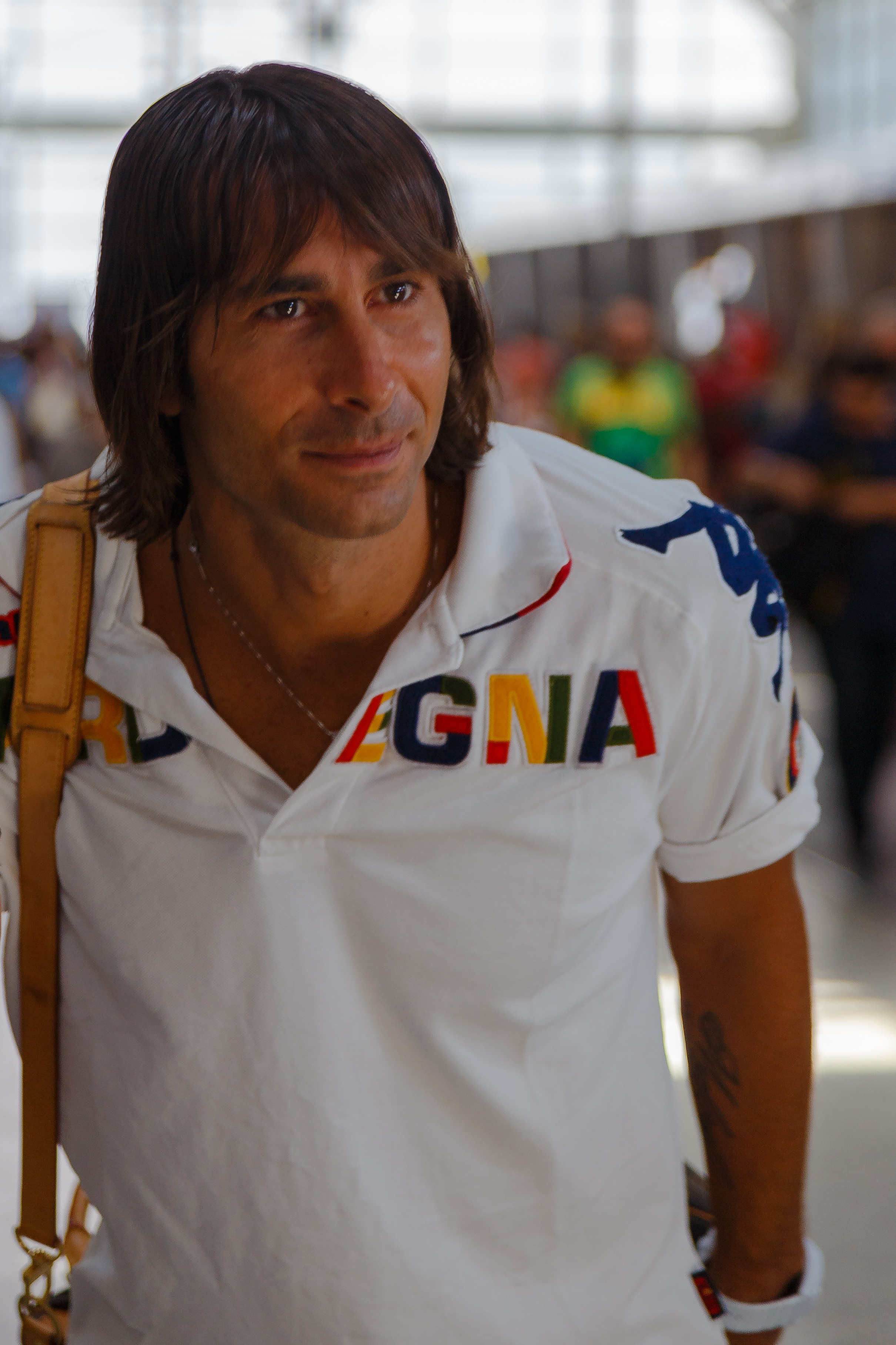
Daniele Conti, capitano dal 2010 al 2015, con 464 presenze totali in rossoblù

- Pierpaolo Bisoli (1996-1997)
- Matteo Villa (1997-2001)
- Gianluca Grassadonia (2001-2002)
- Fabrizio Cammarata (2002-2003)
- Gianfranco Zola (2003-2005)
- David Suazo (2005-2007)
- Diego Luis López (2007-2010)
- Daniele Conti (2010-2015)
- Daniele Dessena (2015-2019)
- Luca Ceppitelli (2019-2020)
- João Pedro (2020-2022)
- Leonardo Pavoletti (2022-)

### Contributo alle nazionali

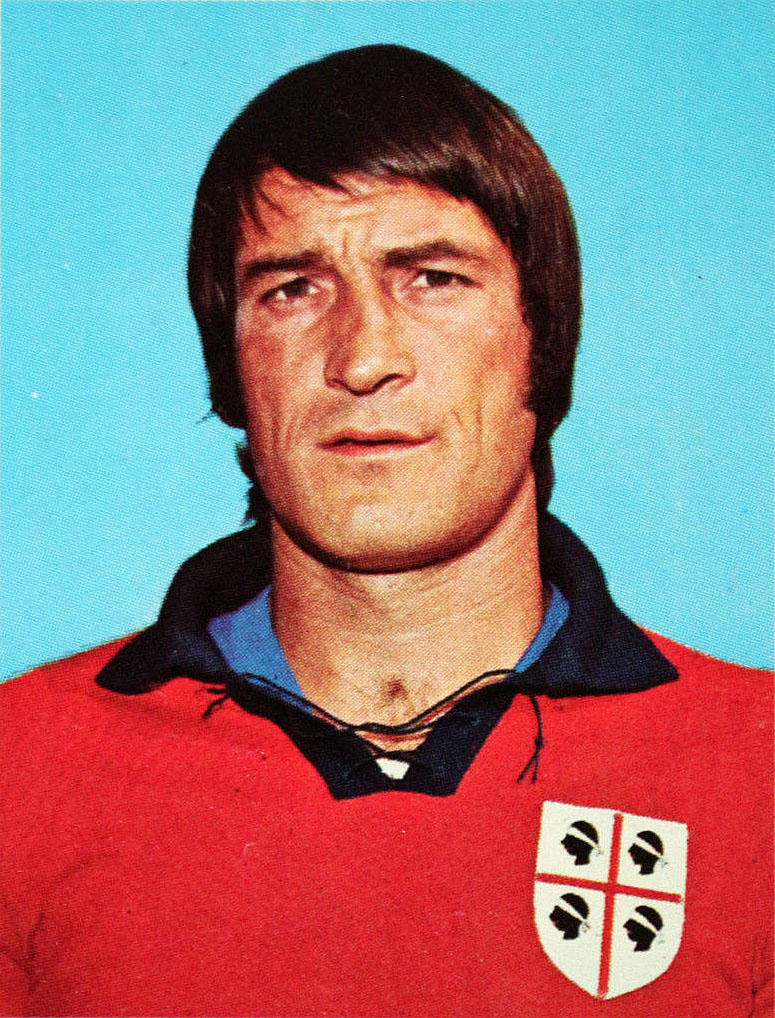
Enrico Albertosi, portiere titolare dell'Italia finalista al mondiale di Messico 1970.

Il primo giocatore della società cagliaritana a giocare nella nazionale italiana è Gigi Riva, che esordisce il 27 giugno 1965 in Italia-Ungheria (1-2): l'attaccante veste la maglia dell'Italia sino al 1974, segnando 35 reti in 42 presenze (primo cannoniere azzurro di tutti i tempi), vincendo il campionato d'Europa 1968 e arrivando secondo al campionato del mondo 1970. Nel periodo successivo all'approdo del club in massima serie, vestono l'azzurro anche Francesco Rizzo, Pierluigi Cera, Roberto Boninsegna, Sergio Gori, Comunardo Niccolai, Enrico Albertosi e Angelo Domenghini: nella lista dei convocati per il Mondiale messicano del 1970 ci sono ben sei elementi rossoblù, freschi campioni d'Italia. Il 19 aprile 1981, nell'amichevole Italia-Germania Est, anche Franco Selvaggi esordisce in nazionale. Tra i convocati degli anni 2000 vi sono Mauro Esposito, Antonio Langella, Pasquale Foggia, Davide Biondini, Andrea Lazzari e Federico Marchetti: quest'ultimo sostituisce tra i pali Gianluigi Buffon in occasione del campionato del mondo 2010. In anni più recenti si sono avute le convocazioni di Andrea Cossu, Davide Astori, Marco Sau, Luca Rossettini, Michael Agazzi, Nicolò Barella, Alessio Cragno, Leonardo Pavoletti, Luca Pellegrini e João Pedro. In tutto sono 23 i giocatori rossoblù convocati nella nazionale azzurra dal 1965 al 2022. Sono invece 5 i giocatori andati a segno almeno una volta nel periodo di militanza con il Cagliari: Riva (35 in totale), Rizzo (2), Domenghini (2), Astori (1), Barella (2) e Pavoletti (1) .

Franco Selvaggi, campione del mondo con gli azzurri a Spagna 1982.

Negli anni 1990 e 2000 la collaborazione tra la società e il procuratore sportivo Paco Casal porta numerosi calciatori dell'Uruguay a giocare in Sardegna: tra i più famosi, Enzo Francescoli (tre volte campione sudamericano, dal 1983 al 1995), Fabián O'Neill, Darío Silva, Josè Herrera, Luis Alberto Romero, Diego Luis López, Nelson Abeijón, Joe Bizera e Fabián Carini. La tradizione viene continuata tuttora nell'epoca Giulini con i giocatori Nahitan Nández, Diego Godín, Gastón Pereiro, e Christian Oliva. Di essi, i primi tre sono stati anche nel giro della nazionale uruguaiana, con i primi due che hanno preso parte alla Copa America 2021.
Tra i giocatori africani, si ricordano: David Nyathi, Eric Tinkler (Sudafrica), Jason Mayélé (RD del Congo), Mohamed Kallon (Sierra Leone), Patrick Mboma (Camerun). Tra i più importanti giocatori americani, ricordiamo invece: Julio César Dely Valdés (Panama), David Suazo, Edgar Álvarez (Honduras), Víctor Ibarbo (Colombia), Mauricio Pinilla (Cile).
Per quanto riguarda i giocatori europei, Radja Nainggolan e Luís Oliveira hanno difeso i colori del Belgio, Agim Ibraimi quelli della Macedonia del Nord, mentre Albin Ekdal e Robin Olsen hanno vestito la maglia della Svezia.
Agli Europei 2016 il neo acquisto rossoblú Bruno Alves vince il titolo con il Portogallo, mentre il difensore Bartosz Salamon, dopo le prestazioni con la maglia rossoblù è tornato a vestire la maglia della Polonia. In seguito, anche il difensore Sebastian Walukiewicz, anch'egli polacco, viene convocato dal CT Jerzy Brzęczek, esordendo con la nazionale maggiore.
Anche l'attaccante nordcoreano Han Kwang-song ha vestito la maglia della nazionale, facendo il suo esordio il 13 marzo 2017 durante la gara di qualificazione alla Coppa d'Asia 2019 contro Hong Kong.

## Palmarès

### Competizioni nazionali
- Campionato italiano: 1

1969-1970

### Altre competizioni
- Serie B: 1

2015-2016
- Serie C: 1

1951-1952
- Coppa Italia Serie C: 1

1988-1989
- Prima Divisione: 1

1930-1931 (girone finale Sud)
- Serie C: 1

1961-1962 (girone B)
- Serie C1: 1

1988-1989 (girone B)

### Competizioni giovanili
- Coppa Italia Primavera: 1

2024-2025
- Coppa Giovanissimi Professionisti: 2

2000-2001, 2001-2002

## Statistiche e record

### Partecipazione ai campionati
| Livello | Categoria              | Partecipazioni | Debutto   | Ultima stagione | Totale |
| ------- | ---------------------- | -------------- | --------- | --------------- | ------ |
| 1º      | Serie A                | 44             | 1964-1965 | 2024-2025       | 44     |
| 2º      | Serie B                | 30             | 1931-1932 | 2022-2023       | 30     |
| 3º      | Campionato Meridionale | 3              | 1928-1929 | 1930-1931       | 14     |
| 3º      | Serie C                | 9              | 1936-1937 | 1961-1962       | 14     |
| 3º      | Serie C1               | 2              | 1987-1988 | 1988-1989       | 14     |

#### Campionati dilettantistici
| Livello | Categoria        | Partecipazioni | Debutto   | Ultima stagione | Totale |
| ------- | ---------------- | -------------- | --------- | --------------- | ------ |
| R       | Campionato Sardo | 9              | 1926-1927 | 1946-1947       | 9      |

### Partecipazione alle coppe nazionali
| Competizione         | Partecipazioni | Debutto   | Ultima stagione | Totale |
| -------------------- | -------------- | --------- | --------------- | ------ |
| Coppa Italia         | 69             | 1926-1927 | 2024-2025       | 70     |
| Coppa Italia Serie C | 2              | 1987-1988 | 1988-1989       | 70     |

### Partecipazione alle competizioni UEFA
| Competizione UEFA  | Partecipazioni | Debutto   | Ultima stagione | Totale |
| ------------------ | -------------- | --------- | --------------- | ------ |
| Coppa dei Campioni | 1              | 1970-1971 | 1970-1971       | 3      |
| Coppa UEFA         | 2              | 1972-1973 | 1993-1994       | 3      |

### Statistiche di squadra

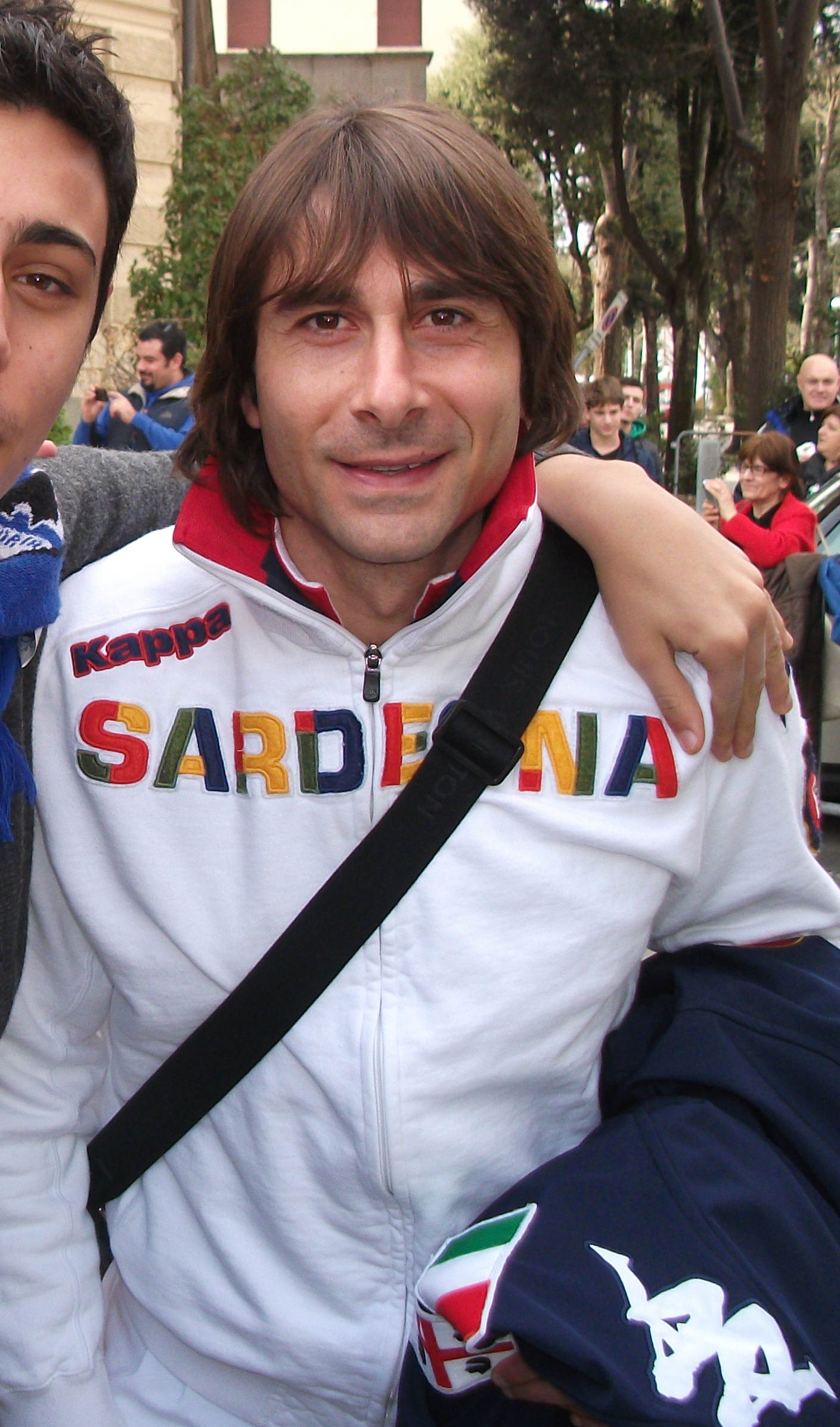
Daniele Conti

In 91 stagioni sportive a partire dall'esordio ufficiale di lega, risalente al 1928, il Cagliari Calcio ha disputato 44 campionati di massima serie, tutti in Serie A, piazzandosi tra i primi sei posti in sette occasioni (1965, 1967, 1969, 1970, 1972, 1981, 1993), vincendo il titolo nel 1969-1970, arrivando secondo nel 1968-1969, quarto nel 1971-1972. È al secondo posto tra le squadre del mezzogiorno d'Italia per numero di partecipazioni in Serie A dopo il Napoli, e al 14º posto su un totale di 68 squadre nella classifica perpetua della Serie A.
Il Cagliari ha partecipato in tre occasioni a competizioni europee organizzate dall'UEFA, in Coppa dei Campioni nel 1970-1971 e due in Coppa UEFA; inoltre vanta cinque partecipazioni in altri tornei europei, tre in Coppa Mitropa, una in Coppa delle Fiere e una in Coppa delle Alpi.
In base alle partite ufficiali finora disputate, la miglior vittoria del Cagliari è il 7-0 del 3 ottobre 1948 contro la Pistoiese, mentre la peggiore sconfitta è il 6-0 subito contro la Gallaratese il 22 aprile 1948.
Il Cagliari detiene il record di minor numero di gol subiti in un campionato a 16 squadre (11), registrato nella stagione dello Scudetto. Altri primati che riguardano la squadra sarda sono i 49 gol segnati nel campionato 1998-1999, maggior numero di gol segnati dal Cagliari in un campionato a 18 squadre, le 17 vittorie del la stagione 1969-1970, maggior numero di vittorie in un campionato, due sconfitte subìte nella stessa stagione (contro Inter e Palermo), minor numero di sconfitte in un singolo campionato e i 76 gol subiti nel 2016-2017, record negativo di gol subiti dal Cagliari in un campionato di Serie A.
L'acquisto più dispendioso nella storia del Cagliari è quello di Nahitan Nández dal Boca Juniors, nell'estate 2019, per 18 milioni di euro; sempre della stessa sessione di mercato è la cessione più remunerativa, quella di Nicolò Barella all'Inter per 37 milioni di euro.

### Statistiche individuali
Il giocatore che detiene il record di presenze nei campionati con la maglia rossoblù è Daniele Conti, con 434 presenze (333 in Serie A, e 101 in B), cui seguono Mario Brugnera con 328 presenze (227 in A, 101 in B) e Gigi Piras con 320 presenze (132 in A, 188 in B); il primato per quanto concerne la sola Serie A spetta ancora a Conti con 333 presenze, seguito poi da Nené con 311 presenze, e da Gigi Riva con 289.
Il giocatore che ha segnato più reti con la maglia della squadra isolana è Riva con 164 gol (156 in Serie A, 8 in B) dal 1963 al 1976. Seguono l'honduregno David Suazo con 94 centri (44 in A, 50 in B) e Piras con 87 reti (31 in A, 56 in B). Riva detiene anche il record di gol nella sola Serie A, mentre Suazo il record di maggior numero di gol in un singolo campionato, con 22 reti nel 2005-2006.
Il portiere con più presenze con la maglia e del Cagliari è Mario Ielpo con 205 presenze tra A, B e C1, mentre il record d'imbattibilità appartiene ad Adriano Reginato con 712 minuti di porta inviolata stabilito nella stagione 1966-1967. Alessandro Matri in coabitazione con Riva detiene il record di maggior numero di gol consecutivi con la maglia del Cagliari con 7 centri. Infine i giocatori che sono riusciti a realizzare una tripletta in Serie A sono Riva (per due volte) Mancin, Piras, Dely Valdés, Oliveira, Mboma, Ânderson Miguel da Silva "Nenê", Larrivey, Pinilla, Ibarbo ed Ekdal.
Di seguito i record presenze e marcature in campionato, coppe escluse, dei giocatori del Cagliari dall'anno di fondazione a oggi.
In grassetto i giocatori ancora in attività con la maglia del club rossoblu. Dati aggiornati al 28 aprile 2025.
| Record di presenze in campionato - 434 Daniele Conti (1999-2015) - 328 Mario Brugnera (1968-1974, 1975-1982) - 320 Luigi Piras (1973-1987) - 315 Gigi Riva (1963-1976) - 314 Diego Luis López (1998-2010) - 311 Nené (1964-1976) - 306 Mario Martiradonna (1962-1973) - 293 Oreste Lamagni (1971-1973, 1975-1985) - 282 Roberto Quagliozzi (1974-1985) - 281 Alessandro Agostini (2004-2012) | Record di reti in campionato - 164 Gigi Riva (1963-1976) - 94 David Suazo (1999-2007) - 88 Giovanni Pisano (1935-1946) - 87 Luigi Piras (1973-1987) - 84 João Pedro (2014-2022) - 58 Marco Atzeni (1940-1948) - 58 Roberto Muzzi (1994-1999) - 58 Mauro Esposito (2001-2007) - 52 Natale Archibusacci (1926-1931) - 49 Leonardo Pavoletti (2017-) |

## Tifoseria

### Storia
Secondo un'indagine condotta e pubblicata annualmente da due società specializzate in sondaggi e ricerche di mercato, la StageUp e la Ipsos, al 2023 la squadra risulta essere l'ottavo club più tifato d'Italia, potendo contare su un seguito stimato in circa 483 000 tifosi, un dato in linea rispetto a rilevazioni precedenti.
Nel 2013, in base alle rilevazioni ufficiali della Lega Serie A, il Cagliari risultava l'8ª squadra d'Italia per numero di tifosi, con 446 376 sostenitori. Un sondaggio indipendente effettuato dallo "Studio Grizzaffi", azienda specializzata in ricerche di mercato, e pubblicato dalla stessa nel 2015, collocava invece il Cagliari all'11º posto, a pari merito col Torino.

### Gemellaggi e rivalità
Sebbene non siano presenti gemellaggi pubblici, presenti o passati, che vadano oltre le dinamiche del mondo ultras (vale la pena citare quelli estinti con Foggia e Sampdoria), sono due le rivalità che travalicano le dinamiche delle frange più accese: una con la Torres di Sassari e l'altra è con il Napoli. Sebbene contro la Torres i rossoblù non abbiano disputato tante partite nella loro storia, se non nei primi anni di campionati sardi dopo la fondazione del 1920 (e l'ultima risale al campionato di Serie C1 nel 1989), la rivalità è causata dalle classiche dinamiche del campanilismo isolano, essendo Cagliari e Sassari storicamente le due città più importanti della Sardegna. Questa, esacerbata anche dalla nascita dei gruppi ultras precedentemente menzionati proprio in quegli anni 1980, decennio in cui un decaduto Cagliari incrociò diverse volte in terza serie i torresini, ha generato periodicamente diversi tumulti anche per motivi pretestuosi; vedi un'amichevole dei cagliaritani nel nord della regione, o incontri dei sassaresi nel sud dell'isola, durante la loro militanza nei campionati regionali.
L'astio verso il Napoli – a dire il vero per niente corrisposto a parti inverse – ebbe origine negli anni 1990, esplodendo definitivamente nel giugno 1997 quando il Cagliari si apprestava a giocare lo spareggio salvezza contro il Piacenza, e Napoli venne scelta come campo neutro. Al porto napoletano e allo stadio San Paolo i tifosi rossoblù, anche quelli non appartenenti alle fazioni più estreme e potenzialmente più volente, ma famiglie anche con bambini, dapprima vennero aggrediti da frange di tifosi locali che poi, durante la partita, sostennero compatti gli emiliani poiché allenati da Bortolo Mutti, tecnico in pectore degli azzurri. Da lì in poi nacque un'accesa rivalità a senso unico, che sconfinò pure in ambiti extracalcistici: come nel 2008 quando si generarono dei tafferugli a causa della crisi dei rifiuti in Campania, allorché la Regione Sardegna decise di accogliere parte dei rifiuti nell'isola; il gruppo degli Sconvolts utilizzò ciò come pretesto per aggredire la casa dell'allora governatore della Regione, Renato Soru.
Ad oggi l'unica amicizia attiva è quella con i tifosi del Lecce.

## Organico

### Rosa 2025-2026
Rosa aggiornata al 20 agosto 2025.
| N. |                    | Ruolo | Calciatore          |
| -- | ------------------ | ----- | ------------------- |
| 1  | Italia (bandiera)  | P     | Elia Caprile        |
| 2  | Italia (bandiera)  | D     | Davide Veroli       |
| 3  | Italia (bandiera)  | D     | Riyad Idrissi       |
| 4  | Italia (bandiera)  | C     | Luca Mazzitelli     |
| 6  | Italia (bandiera)  | D     | Sebastiano Luperto  |
| 8  | Francia (bandiera) | C     | Michel Adopo        |
| 9  | Turchia (bandiera) | A     | Semih Kılıçsoy      |
| 10 | Italia (bandiera)  | C     | Gianluca Gaetano    |
| 14 | Italia (bandiera)  | C     | Alessandro Deiola   |
| 16 | Italia (bandiera)  | C     | Matteo Prati        |
| 17 | Italia (bandiera)  | A     | Mattia Felici       |
| 18 | Italia (bandiera)  | C     | Alessandro Di Pardo |
| 20 | Croazia (bandiera) | C     | Marko Rog           |
| 21 | Italia (bandiera)  | C     | Nicolò Cavuoti      |

| N. |                       | Ruolo | Calciatore                    |
| -- | --------------------- | ----- | ----------------------------- |
| 22 | Italia (bandiera)     | A     | Alessandro Vinciguerra        |
| 23 | Italia (bandiera)     | D     | Nicola Pintus                 |
| 24 | Italia (bandiera)     | P     | Giuseppe Ciocci               |
| 26 | Colombia (bandiera)   | D     | Yerry Mina                    |
| 28 | Italia (bandiera)     | D     | Gabriele Zappa                |
| 29 | Italia (bandiera)     | A     | Gennaro Borrelli              |
| 30 | Italia (bandiera)     | A     | Leonardo Pavoletti (capitano) |
| 33 | Slovacchia (bandiera) | D     | Adam Obert                    |
| 77 | Angola (bandiera)     | A     | Zito Luvumbo                  |
| 90 | Italia (bandiera)     | C     | Michael Folorunsho            |
| 91 | Italia (bandiera)     | A     | Roberto Piccoli               |
| 94 | Italia (bandiera)     | A     | Sebastiano Esposito           |

### Staff tecnico
Staff aggiornato al 4 giugno 2025.
Staff tecnico prima squadra
- Fabio Pisacane - Allenatore
- Giacomo Murelli - Vice allenatore
- Alberto Gallego - Vice allenatore
- Luca Bucci - Preparatore dei portieri

Staff medico
- Marco Scorcu - Responsabile sanitario
- Roberto Mura - Medico prima squadra
- Salvatore Congiu - Fisioterapista
- Stefano Frau - Fisioterapista
- Simone Ruggiu - Fisioterapista